# Bahnhof Dresden-Neustadt
Der Bahnhof Dresden-Neustadt (in Dresden umgangssprachlich Neustädter Bahnhof) ist nach dem Dresdner Hauptbahnhof der zweitgrößte Bahnhof der Stadt und neben diesem Fernbahnhof. Er bündelt den Bahnverkehr auf der nördlichen Elbseite und ersetzte 1901 den 1839 eingeweihten Leipziger Bahnhof in der Leipziger Vorstadt sowie den seit 1847 bestehenden Schlesischen Bahnhof. Die zeitgenössisch repräsentative Gestaltung des im Stadtteil Innere Neustadt gelegenen Bauwerks unterstreicht seine Bedeutung als Fernverkehrshalt.
Er verknüpft im Eisenbahnknoten Dresden die vom Hauptbahnhof kommende Bahnstrecke Děčín–Dresden-Neustadt mit den Strecken nach Leipzig und Görlitz, die den Verkehr in Richtung Leipzig, Berlin sowie in die Oberlausitz aufnehmen.

## Lage

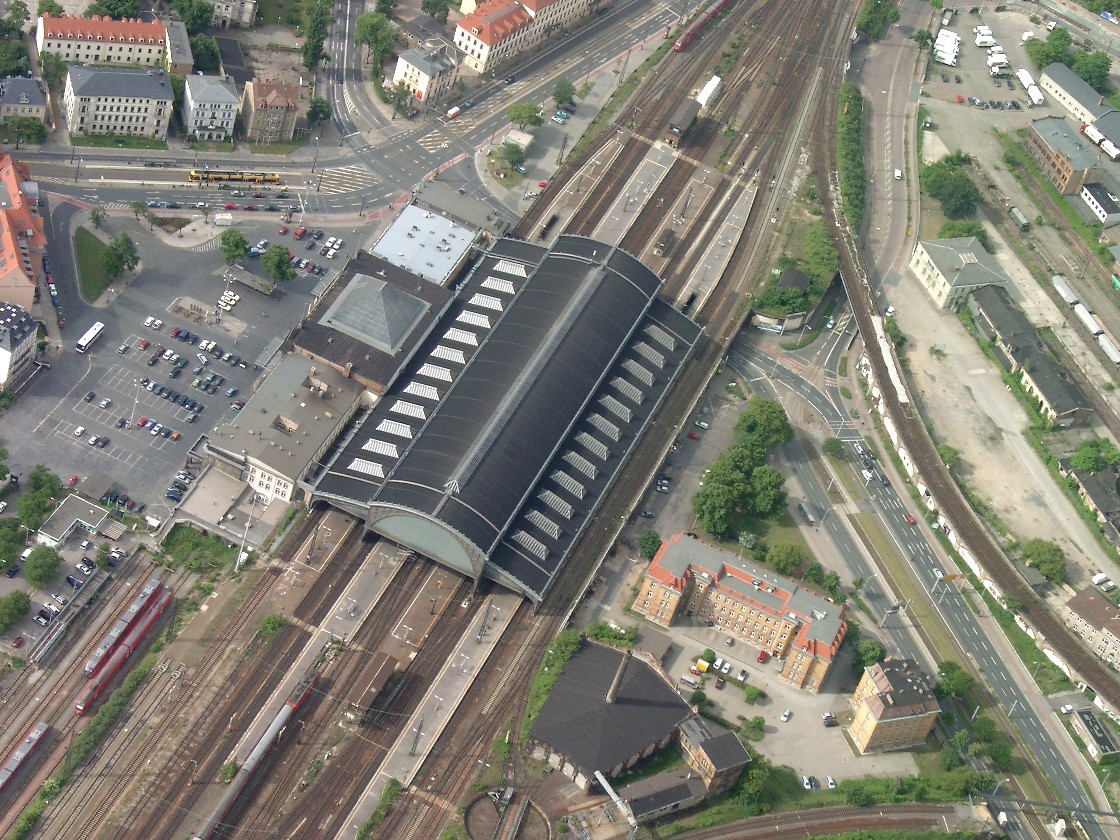
Luftbild des Bahnhofes (Sommer 2006)

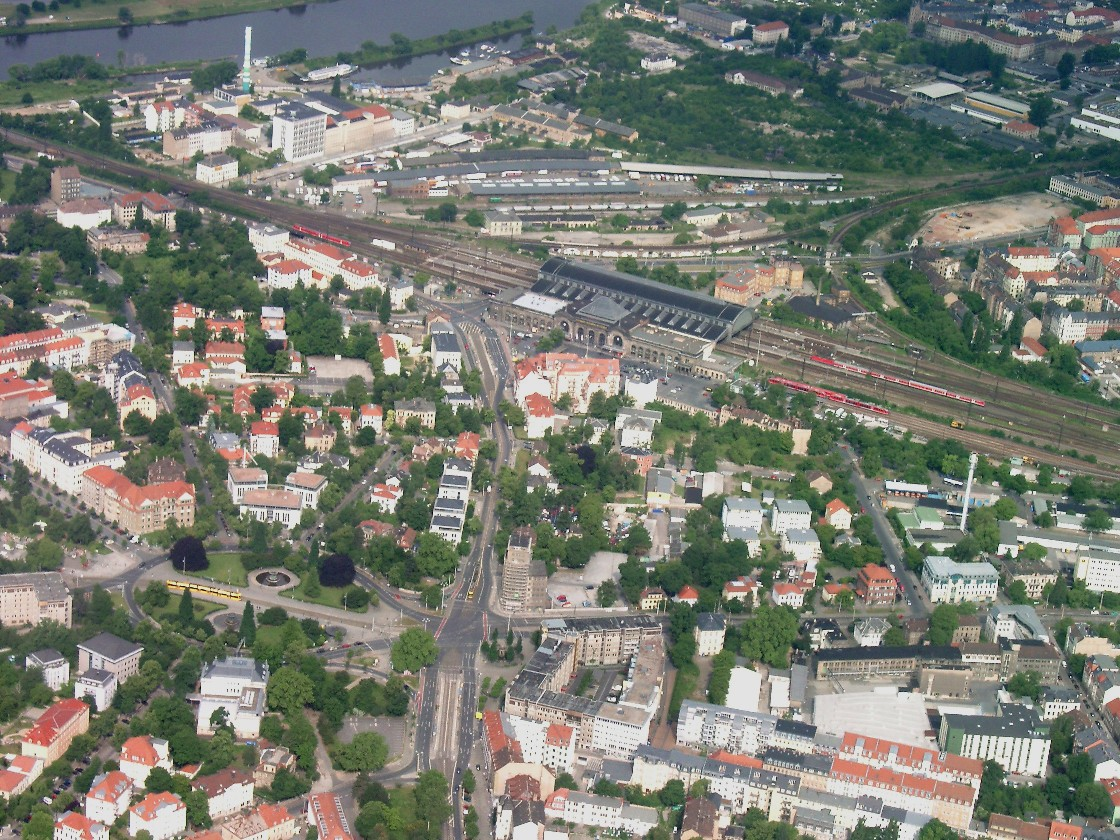
Luftbild von Ost nach West; vorn der Albertplatz, dahinter der Neustädter Bahnhof (Sommer 2005)

Der Bahnhof Neustadt liegt in der Inneren Neustadt, südwestlich der Äußeren Neustadt sowie nördlich der Elbe, die in 600 Meter Entfernung von der innerstädtischen Eisenbahnbrücke, der Marienbrücke, überquert wird. Trotz der Nähe des Flusses ist er nicht von Hochwasser bedroht.
Sein geräumiger Vorplatz ist der Schlesische Platz, dessen Name an den ursprünglich hier gelegenen Schlesischen Bahnhof erinnert, der Endpunkt der Sächsisch-Schlesischen Eisenbahn war. Die Bundesstraße 170 (Hansastraße) führt direkt vorbei, ebenso die Bundesstraße 6 (Antonstraße), die ihn nach 400 Metern mit dem wichtigen Straßenbahnknotenpunkt Albertplatz verbindet.
Ein typisches Bahnhofsviertel mit dichter Bebauung, Hotels, Restaurants, Post, Banken und Geschäften hat sich in seiner Umgebung nicht herausgebildet. Nach Osten herrscht eine offene Bebauung mit zahlreichen villenartigen Gebäuden vor, nach Westen in der Leipziger Vorstadt gibt es dagegen Industrieanlagen und dichte Wohnsiedlungen.

## Aufbau

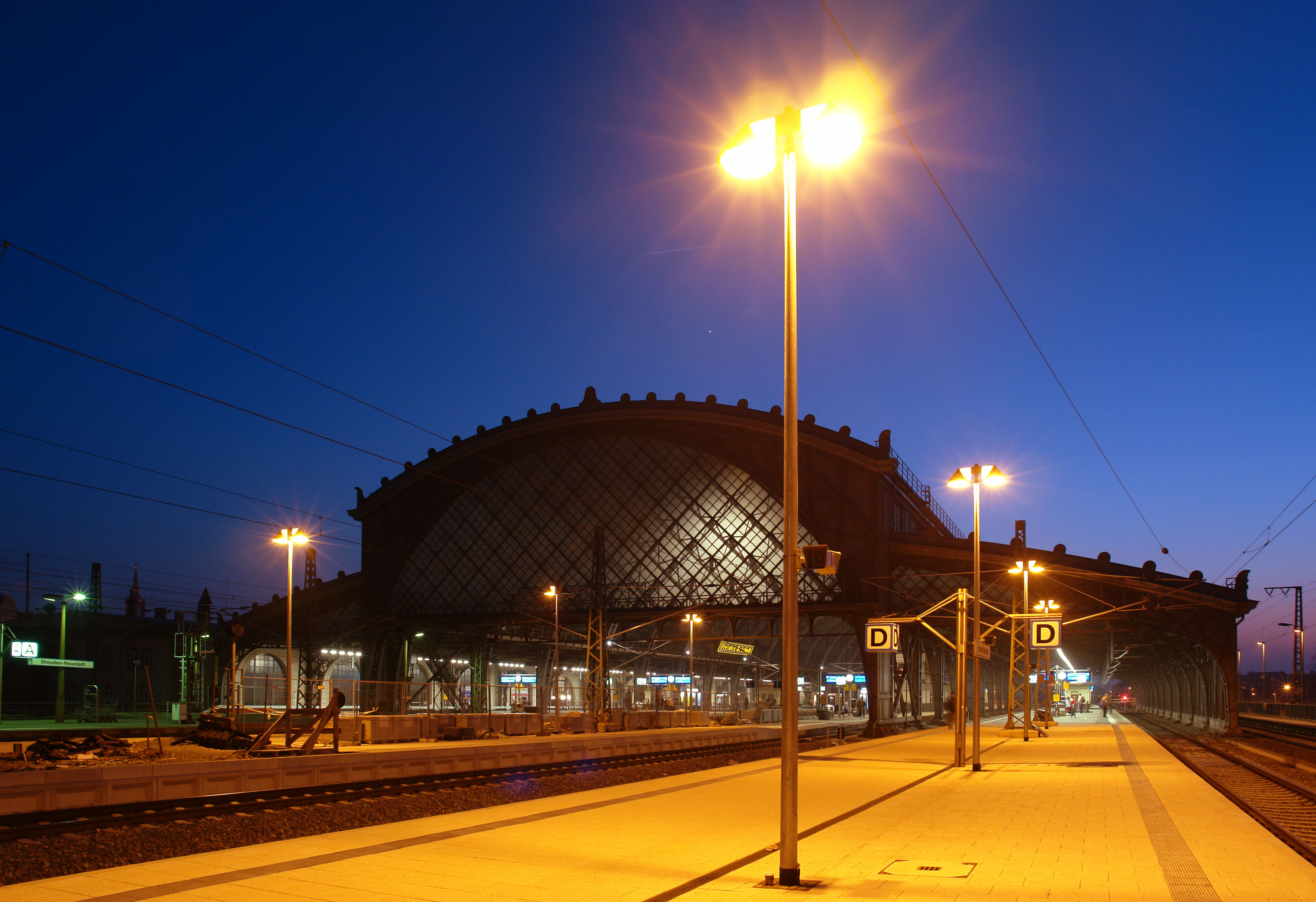
Nordansicht am Abend

Die zweiteilige Bahnhofsanlage besteht aus der Bahnsteighalle über 6,35 Meter Hochgleislage sowie dem Empfangsgebäude auf Straßenniveau, das sich seitlich in östlicher Richtung anschließt und dem Schlesischen Platz zugewandt ist. Im Inneren verknüpfen zwei Fußgängertunnel auf halber Höhe das Empfangsgebäude mit den Bahnsteigen und bieten an ihrem Ende Zugänge von der rückseitigen Hansastraße.

### Bahnsteighalle

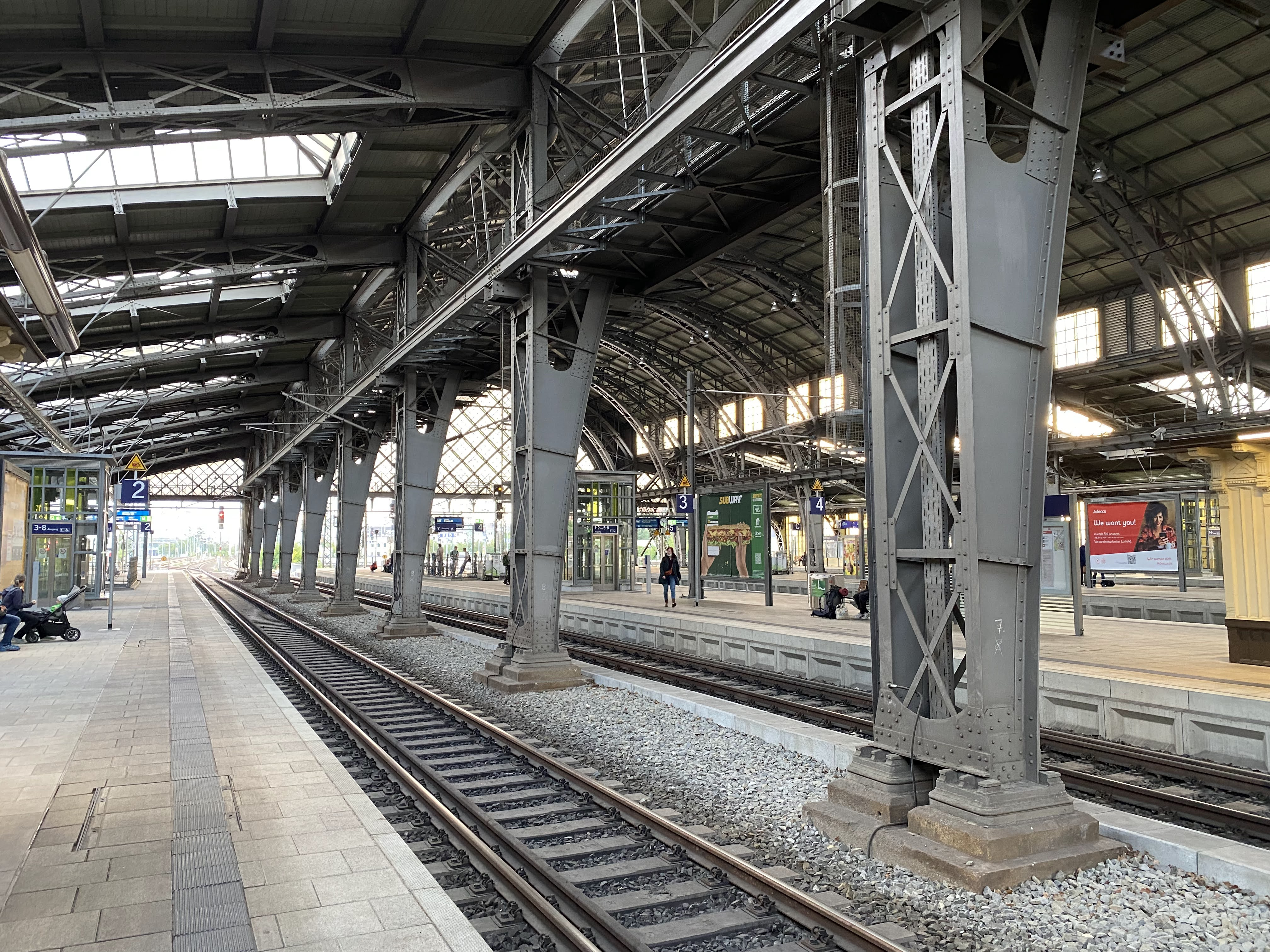
Die Bahnsteighalle

Die Bahnsteighalle ist 146 Meter lang, 70,5 Meter breit und 19,3 Meter hoch. Sie beherbergt vier Bahnsteige mit je zwei Bahnsteiggleisen (mit 1 bis 8 bezeichnet). Die mittleren vier Gleise werden von einer 35,24 Meter breiten Bogenhalle überspannt. Auf beiden Seiten der Bogenhalle schließt ein Pultdach über jeweils einem Bahnsteig mit zwei Gleisen an. Nordwestlich führen außerhalb der Bahnsteighalle zwei Durchgangsgleise für den Güterverkehr vorbei.

### Empfangsgebäude

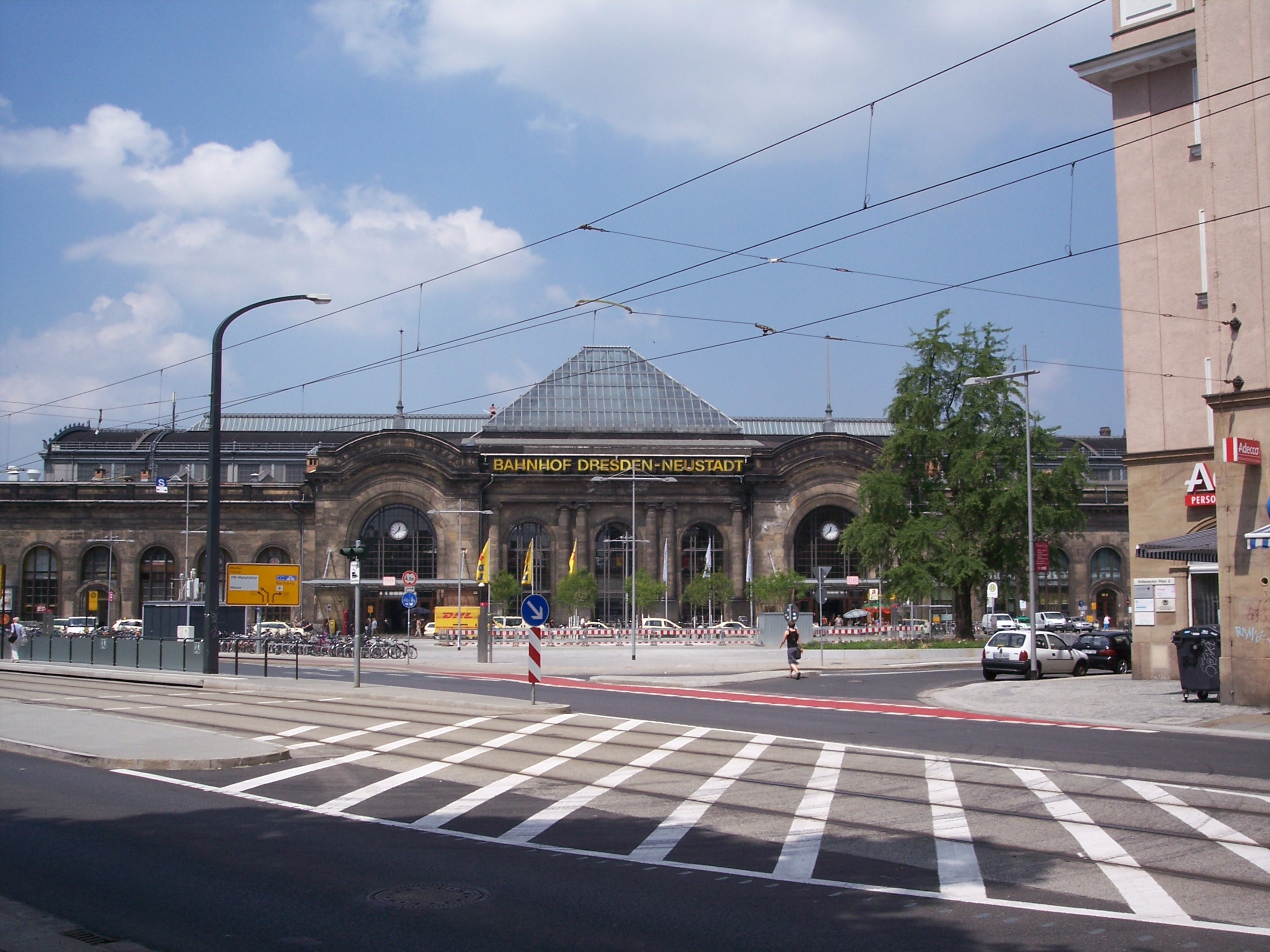
Der Bahnhof vom Schlesischen Platz aus gesehen

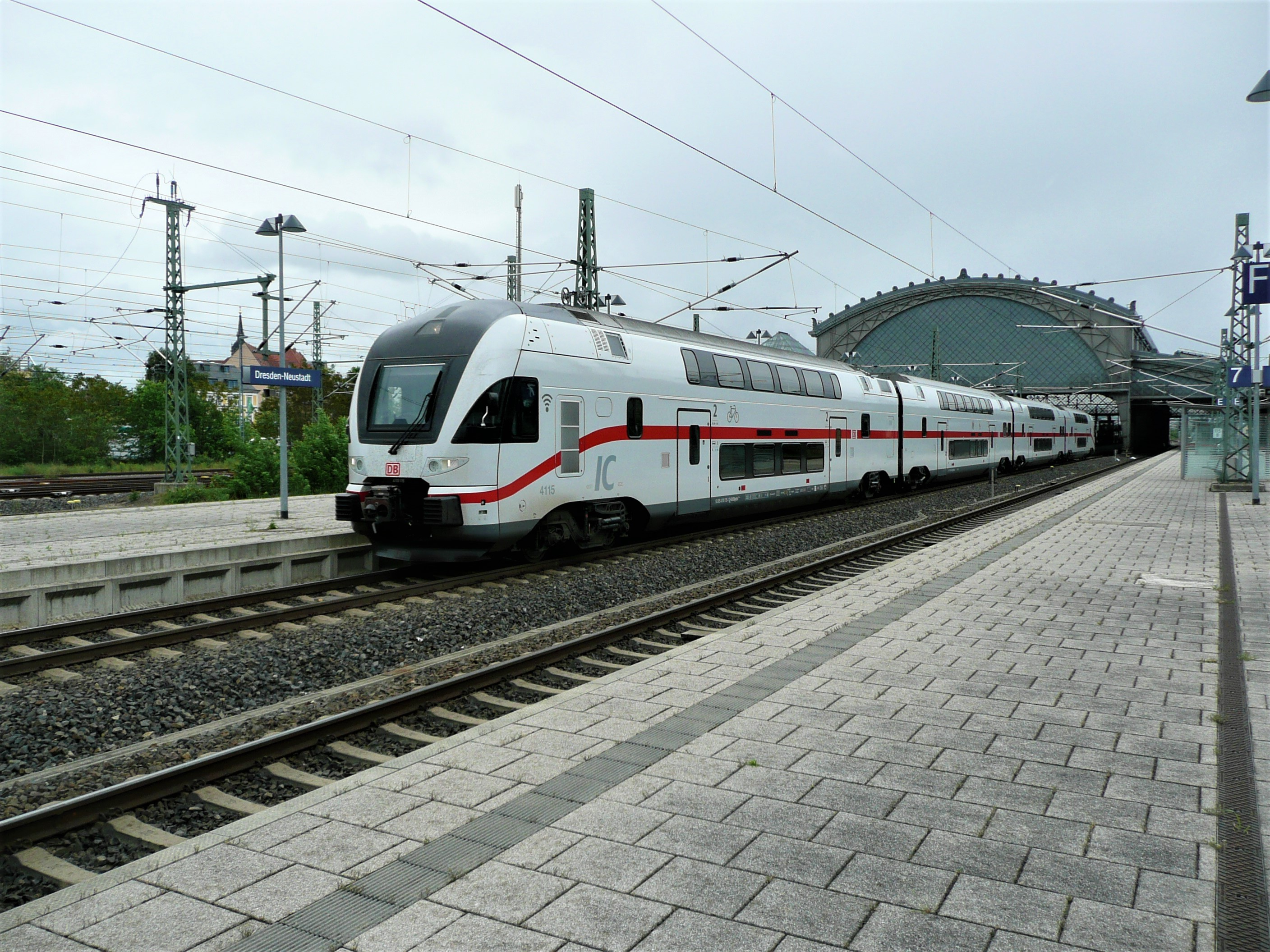
IC2 von DB Fernverkehr auf der Linie Dresden–Rostock bei der Ausfahrt

Das unter der Leitung von Otto Peters und Osmar Dürichen größtenteils aus Sandstein errichtete Empfangsgebäude wird von der Empfangshalle dominiert. Ihre großen Rundbogenfenster und Säulen sowie die zwei imposanten Portale wirken gediegen. Die beiden Seitenflügel sind dagegen eher schlicht gehalten. Die insgesamt 177 Meter lange Front des Empfangsgebäudes am Schlesischen Platz ist streng symmetrisch aufgebaut, mit Ausnahme des balkonartigen Vorbaus am rechten Ende, einstmals der Eingang zu Fürstengemächern. Für den Bau wurden 2040 Kubikmeter Sandstein benötigt.
Im Innern dominiert die zentral gelegene Empfangshalle das Gebäude. Sie ist 52 Meter breit, 30 Meter lang und 17 Meter hoch. Ein dreiteiliger leicht gewölbter Plafond schließt die Empfangshalle nach oben ab. Oberlichtfenster und ein gläsernes pyramidenförmiges Schutzdach darüber mit einer maximalen Höhe von 30 Metern sorgen für Tageslicht in der Empfangshalle. Wappen des Königreichs Sachsen und der Stadt Dresden sowie Malereien schmücken die hell abgetönten Decken und Wände.
Ursprünglich befanden sich die Fahrkartenschalter zwischen den beiden Portalen und gegenüber war die Gepäckabfertigung. Heute bieten an der Straßenseite mehrere Imbissstände Zwischenmahlzeiten an und das Reisezentrum liegt gegenüber, daneben ist ein Drogeriemarkt. Außerdem führen Geschäfte in der Halle Reisebedarf aller Art.
Der südwestlich gelegene Flügel beherbergte zunächst die Wartesäle I. und II. Klasse sowie ein Damen- und ein Speisezimmer. Heute finden sich dort ein Lebensmittel-Discounter und ein Schnellrestaurant. Die Diensträume befinden sich seit jeher im nordöstlich gelegenen Flügel. Dieser enthielt die Fürstengemächer, bestehend aus Empfangssalon, Gefolgezimmer, Schreibzimmer, Toilettenzimmer und mehreren Nebenräumen. Diese Räume werden heute gastronomisch genutzt.
An der Außenmauer des Gebäudes zur Hansastraße hin ist eine Gedenktafel an Theodor Kunz angebracht, den Erbauer der ersten deutschen Fernbahnstrecke Leipzig–Dresden. Sie wurde 1869 vom Sächsischen Ingenieurverein gestiftet.
Im Zuge der Konjunkturprogramme wurde das Empfangsgebäude mit energetischen Maßnahmen durch die DB Station&Service AG saniert. Zudem ist ein neuer Wartebereich entstanden.

### Gleisanlagen

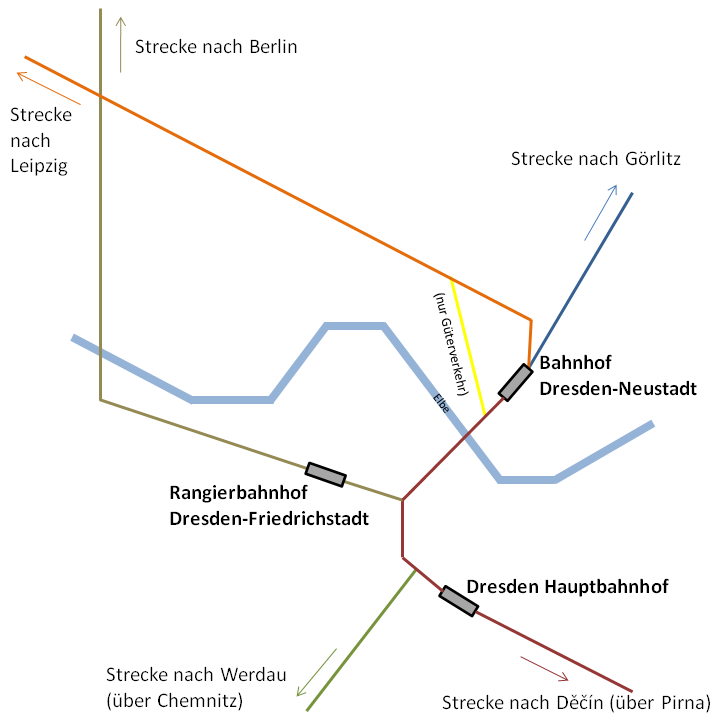
Schematische Darstellung der Bahnstrecken in Dresden mit den überregional bedeutenden Personen- und Güterbahnhöfen

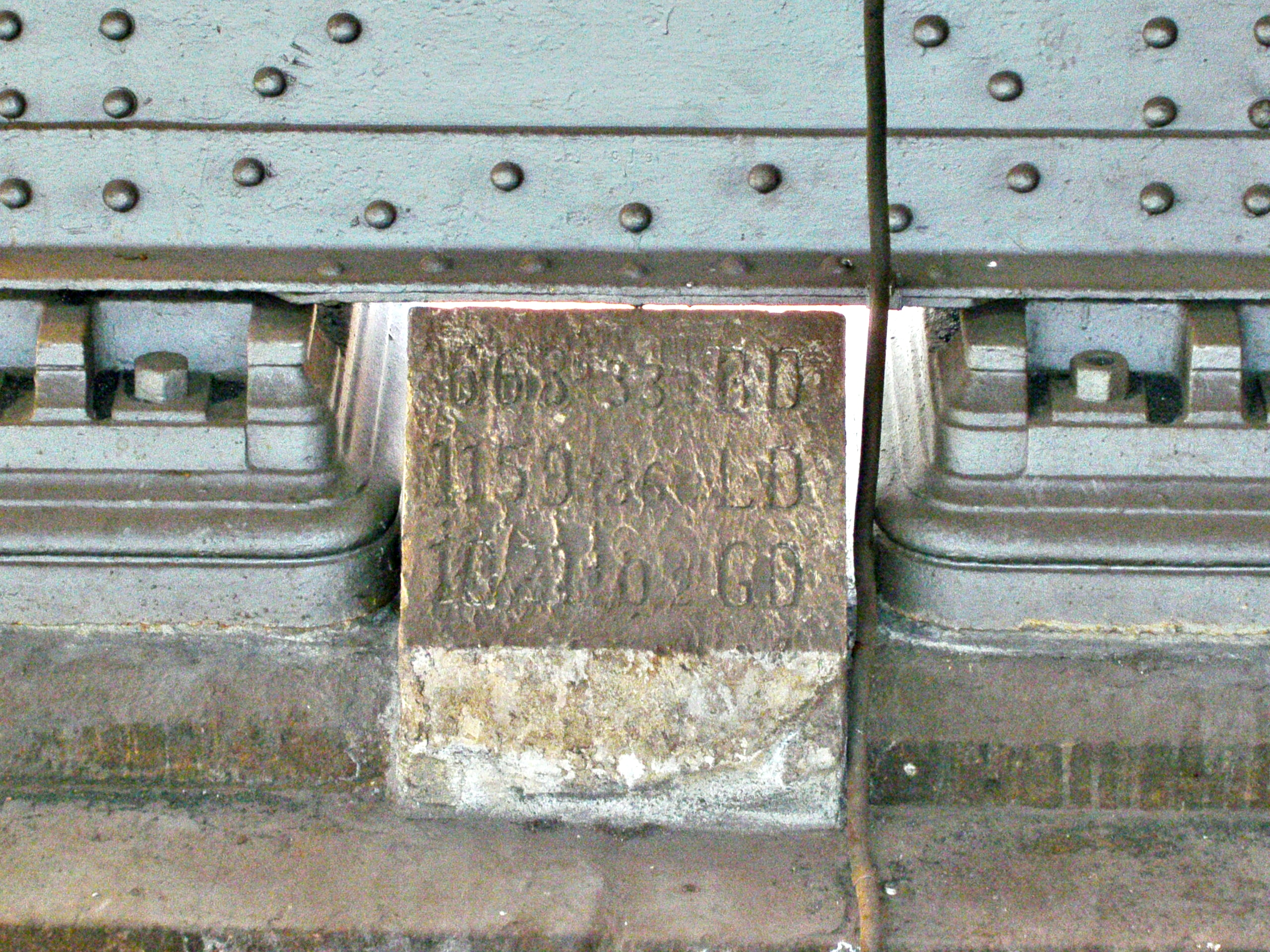
Der Dreikilometerstein hinter Bahnsteig 8 markiert die drei im Bahnhof endenden Strecken

Der in Südwest-Nordost-Richtung angelegte Durchgangsbahnhof stellt den Endpunkt von drei Strecken dar. Die von der anderen Elbseite kommende Bahnstrecke Děčín–Dresden-Neustadt (BD; km 66,333) führt über die Marienbrücke von Südwesten her in den Bahnhof. Aus nordöstlicher Richtung münden die Bahnstrecken Görlitz–Dresden (GD; km 102,102) und Leipzig–Dresden (LD; km 115,936) ein. Den Hauptstrang der Gleisanlagen bildet dabei die Verbindung von der Marienbrücke in Richtung Görlitz. Die Strecke von Leipzig fädelt aus nordwestlicher Richtung kommend rund 650 Meter nordöstlich des Bahnhofs im Bereich Bischofsplatz in einem Bogen ein. Diese Einmündung ist als einzige höhenfrei ausgeführt.
Die beiden nicht überdachten Gleise nordwestlich der Halle dienen dem Güterverkehr von und nach Görlitz. Güterzüge nach Leipzig biegen direkt hinter der Marienbrücke nach Norden auf die Bahnstrecke Dresden-Pieschen–Dresden-Neustadt (LDV) ein und verkehren über den Güterbahnhof Dresden-Neustadt. Für Güterzüge der Relation Görlitz–Leipzig existierte bis 2001 eine eigene zweigleisige Strecke (GDV). Die 2002 auf eingleisige Betriebsführung umgebaute Verbindungskurve, die im nordöstlichen Gleisvorfeld in Richtung Güterbahnhof Neustadt abzweigte, bestand noch bis zum Jahre 2005. Das so entstandene Gleisdreieck lag dem Empfangsgebäude fast genau gegenüber. Zwischen der Verbindungskurve und dem nördlichen Gleisvorfeld befinden sich die nicht mehr genutzten Anlagen des Lokbahnhofs Dresden-Neustadt.
Die Gleisanlagen waren ursprünglich auf Richtungs- und Linienbetrieb ausgelegt. Die Bahnsteiggleise 1 bis 4 nahmen stadtauswärts fahrende Züge auf und die Bahnsteiggleise 5 bis 8 stadteinwärts fahrende Reisezüge. Die mittleren Bahnsteige waren dabei dem Fernverkehr vorbehalten. Auf den Bahnsteiggleisen 3 und 6 verkehrten Züge nach und von Leipzig und Berlin und auf den Bahnsteiggleisen 4 und 5 Züge nach und von Görlitz. Die Vorortzüge nach Arnsdorf fuhren auf dem Bahnsteiggleis 1 und nutzten in umgekehrter Richtung das Bahnsteiggleis 8. Die Bahnsteiggleise 2 und 7 schließlich dienten dem Vorortverkehr in Richtung Coswig und Meißen. Somit mussten Züge von den Bahnsteiggleisen 1, 4, 5 und 8 auf die Strecke nach Görlitz geleitet werden und die Züge der anderen Bahnsteiggleise auf die Strecke nach Leipzig. Im nördlichen Vorfeld lagen neben Gleis 1 Abstellanlagen für im Bahnhof beginnende oder endende Vorortzüge.
Die Gleisanlagen erfuhren während der von 2006 bis 2016 laufenden Umbauarbeiten wesentliche Änderungen. Ein Ziel dieser Arbeiten war eine Linientrennung der Fahrwege (siehe auch Abschnitt Weiterer Ausbau).
Da während der Umbauarbeiten einige Bahnsteige nicht nutzbar waren, wurden zusätzliche provisorische Bahnsteige erbaut. Außerhalb der Bahnsteighalle fungierte das innere der beiden Güterzuggleise als Bahnsteiggleis 9, während auf dem anderen Gleis der Bahnsteig stand. Von 2007 bis September 2014 wurde ein weiterer provisorischer Bahnsteig an der nur wenige Meter entfernten Bahnstrecke Dresden-Pieschen–Dresden-Neustadt genutzt, genannt Dresden-Neustadt Außenbahnsteig (Gleis 10). An diesem Bahnsteig 10 hielten zeitweise die Regionalexpresszüge der Relation Leipzig–Dresden sowie S-Bahnen, jedoch nur in Richtung Dresden Hbf.

## Geschichte

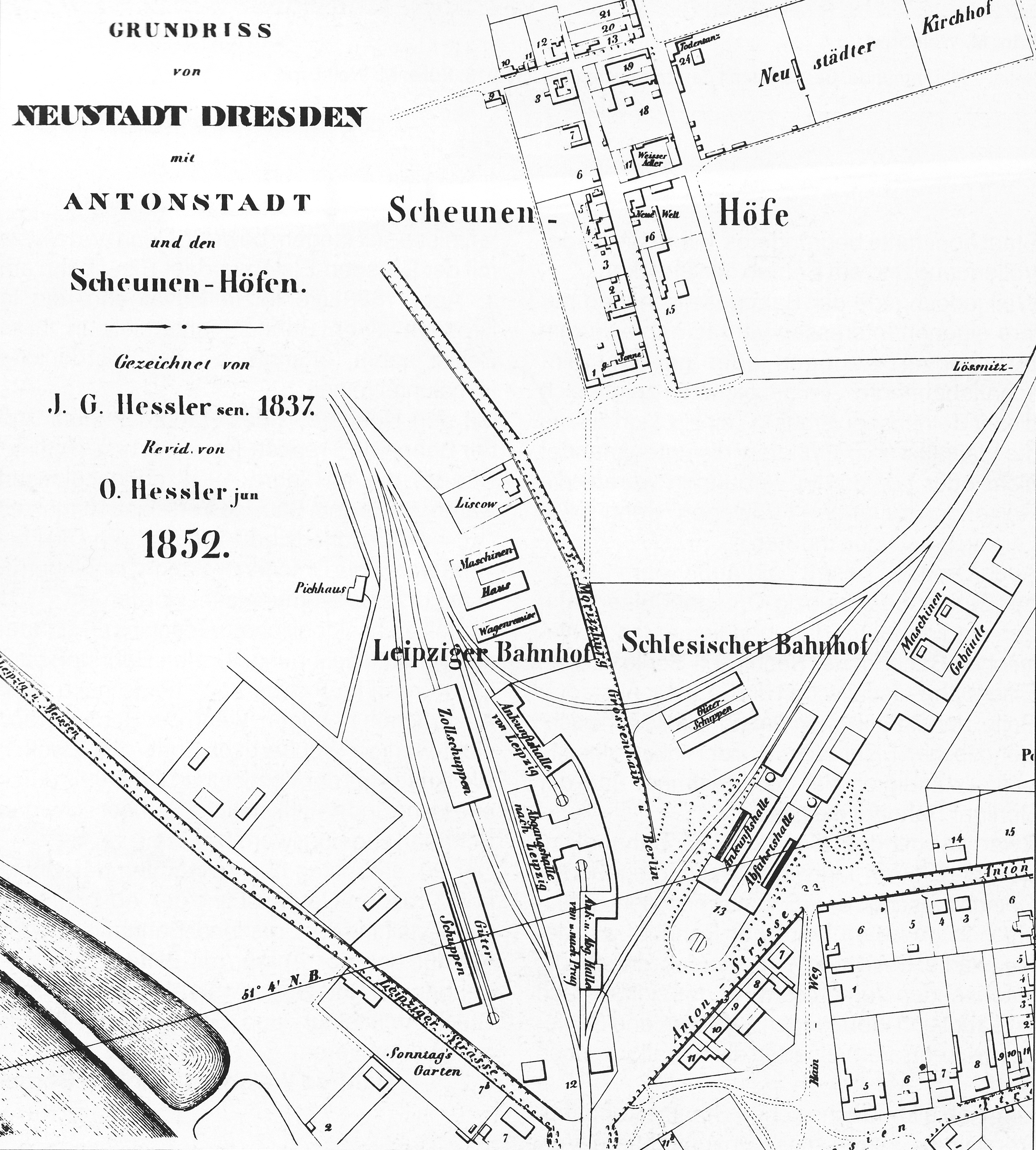
Lage des Leipziger und des Schlesischen Bahnhofs

Der Bahnhof Dresden-Neustadt löste die beiden auf Neustädter Seite gelegenen Vorläufer ab, den Leipziger Bahnhof und den Schlesischen Bahnhof. Dieser gilt als direkter Vorgänger, da der Neustädter Bahnhof an gleicher Stelle errichtet wurde.

### Leipziger Bahnhof

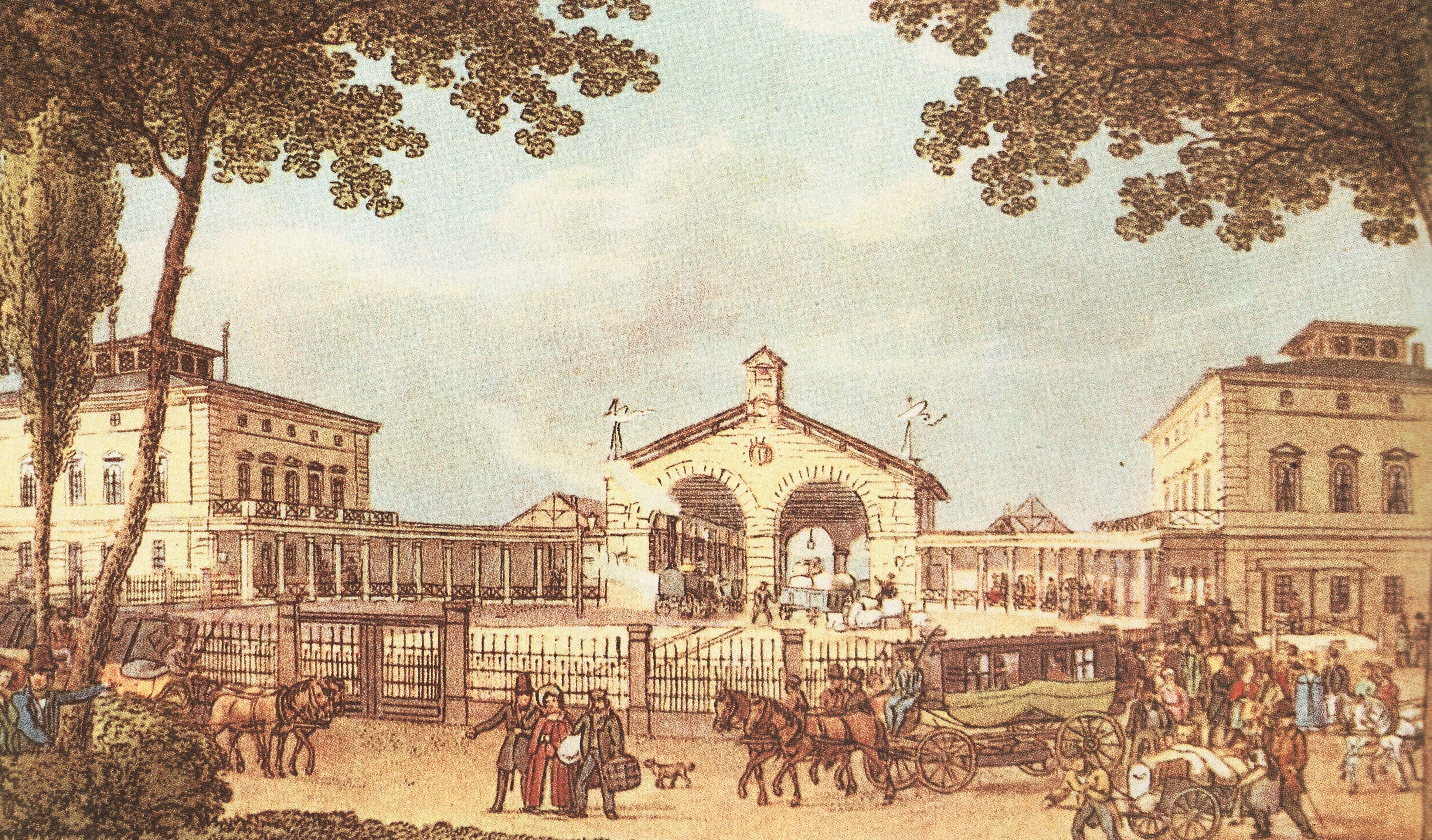
Kopfseite des Leipziger Bahnhofs im Jahr 1839

Im Jahre 1839 als Endpunkt der Bahnstrecke Leipzig–Dresden eingeweiht, war der Leipziger Bahnhof der erste Bahnhof Dresdens. Der rasante Anstieg des Verkehrsaufkommens und die Verknüpfung zu neu erbauten Bahnlinien machten bereits in den ersten Jahrzehnten nach der Eröffnung wesentliche Erweiterungen sowie Um- und Neubauten notwendig. Im Jahr 1901 übernahm der neu erbaute Bahnhof Dresden-Neustadt den Personenverkehr vom Leipziger Bahnhof. Dessen Anlagen gingen großteils im Güterbahnhof Dresden-Neustadt auf und werden teilweise bis heute genutzt.

### Schlesischer Bahnhof
Der Schlesische Bahnhof wurde in den Jahren 1844 bis 1847 unter Leitung und nach Plänen des Dresdner Architekten Julius Köhler mit ebenerdigen Gleisen errichtet und zeitgleich mit der Inbetriebnahme der Gesamtstrecke Dresden-Neustadt–Görlitz am 1. September 1847 eröffnet. Die als Straßen- und Eisenbahnbrücke konzipierte erste Marienbrücke (die heutige Straßenbrücke) befand sich zu dieser Zeit bereits in Bau, so dass die Planungen einen Durchgangsbahnhof vorsahen, dessen stadtwärts führende Ausfahrgleise eine Verbindung zum geplanten Bahnhof der Sächsisch-Böhmischen Eisenbahngesellschaft ermöglichen sollten. Vorerst befand sich auf der südlichen „Kopfseite“ jedoch nur eine Drehscheibe zum Wenden der Lokomotiven. Dazu kamen zwei seitlich angeordnete Bahnsteighallen, die Abfahrtshalle zur Antonstraße hin und die Ankunftshalle auf der gegenüberliegenden Seite.

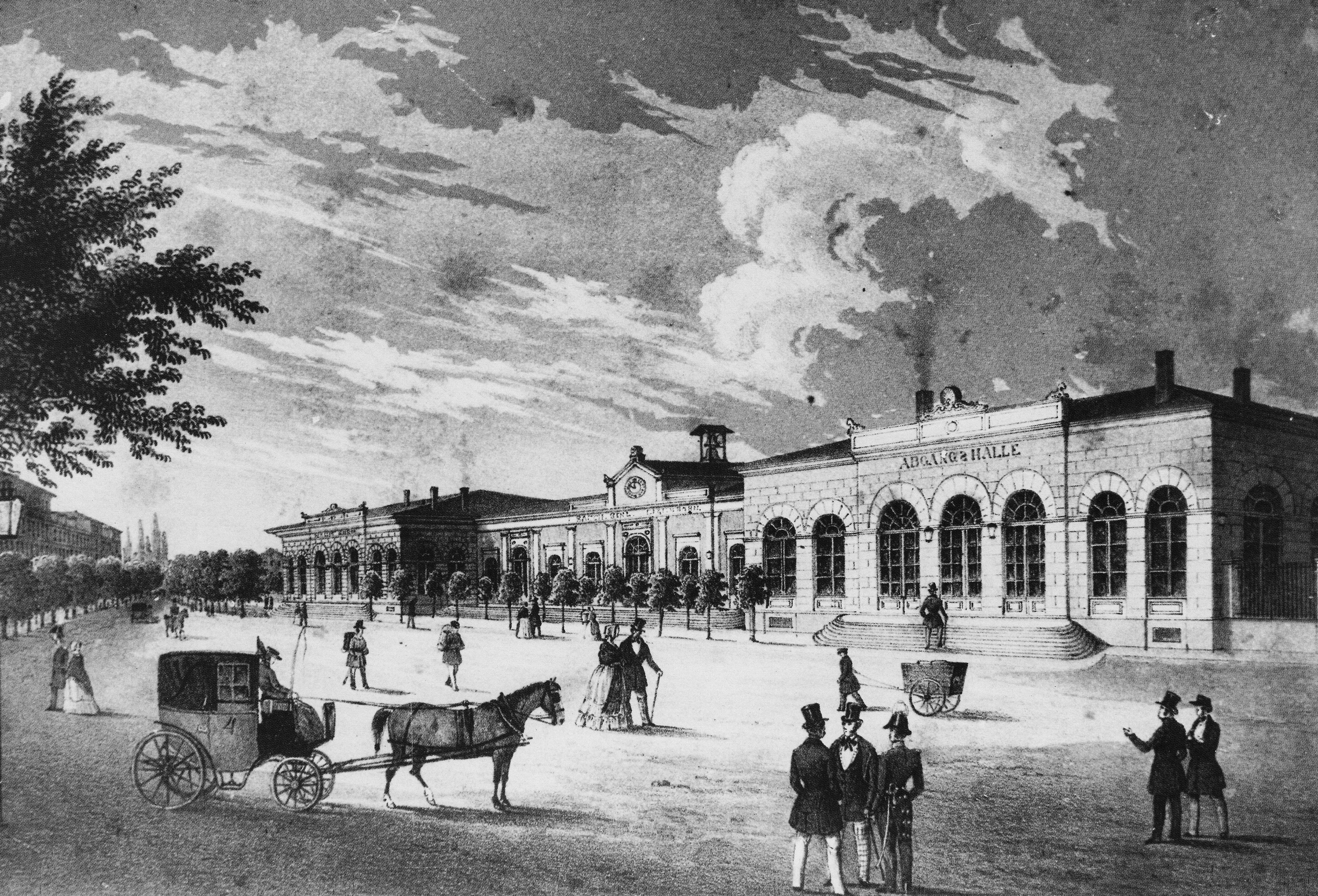
Das Empfangsgebäude des Schlesischen Bahnhofs in einer Lithographie um 1850

Die beidseits und symmetrisch angeordneten Empfangsgebäude bestanden aus je zwei vorgezogenen Eckflügeln und einem zurückgesetzten Mittelbau. Die spätklassizistischen einstöckigen Gebäude schlossen 96 Meter lange Bahnsteighallen mit Rundbogenarkaden ein, die je ein Ankunfts- bzw. Abfahrgleis überdachten. Zwei weitere dazwischen gelegene Gleise waren Rangierzwecken zugedacht. Die beiden Empfangsgebäude unterschieden sich nur durch einige funktional bedingte Kleinigkeiten. Der Bahnsteig der Abfahrseite konnte nur durch eine Eingangshalle betreten werden, in der Fahrkartenverkauf, Gepäckannahme und Restauration lagen. Der gegenüberliegende Bahnsteig war dagegen frei zugänglich und größer, um das bei ankommenden Zügen naturgemäß schubweise Verkehrsaufkommen besser bewältigen zu können.

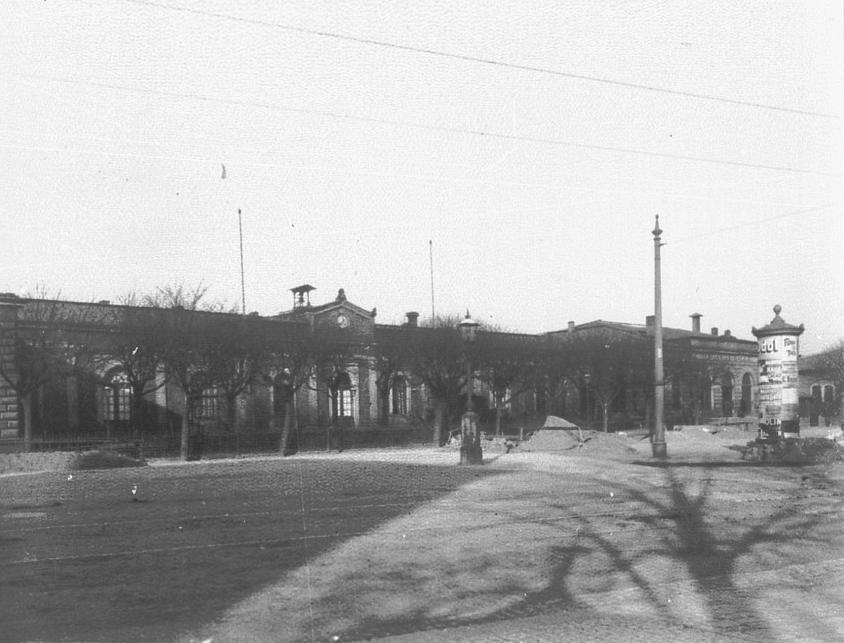
Um 1897 führen bereits Straßenbahngleise vor dem Schlesischen Bahnhof vorbei

Ein Verbindungsgleis verband den Frachthof des Schlesischen Bahnhofs von Beginn an mit dem Gleisvorfeld des Leipziger Bahnhofs. Dort stellte eine Drehscheibe die Verbindung her. Betriebstechnisch blieb diese Anbindung jedoch unbefriedigend, da nur einzelne Wagen befördert werden konnten. Eine wenige Meter nördlich gelegene Verbindungskurve ohne Drehscheibe ersetzte diese Verbindung bereits wenige Jahre nach der Eröffnung.
Die 1852 fertiggestellte Marienbrücke ermöglichte den Anschluss an die Altstädter Gleisanlagen; die Ausfahrgleise von Schlesischem und Leipziger Bahnhof wurden dorthin geführt und unweit vor dem Brückenkopf vereinigt. Von betrieblichen Modernisierungsmaßnahmen abgesehen, blieben die Anlagen des Schlesischen Bahnhofs danach bis zum Bau des Bahnhofs Dresden-Neustadt unverändert.

### Planungen

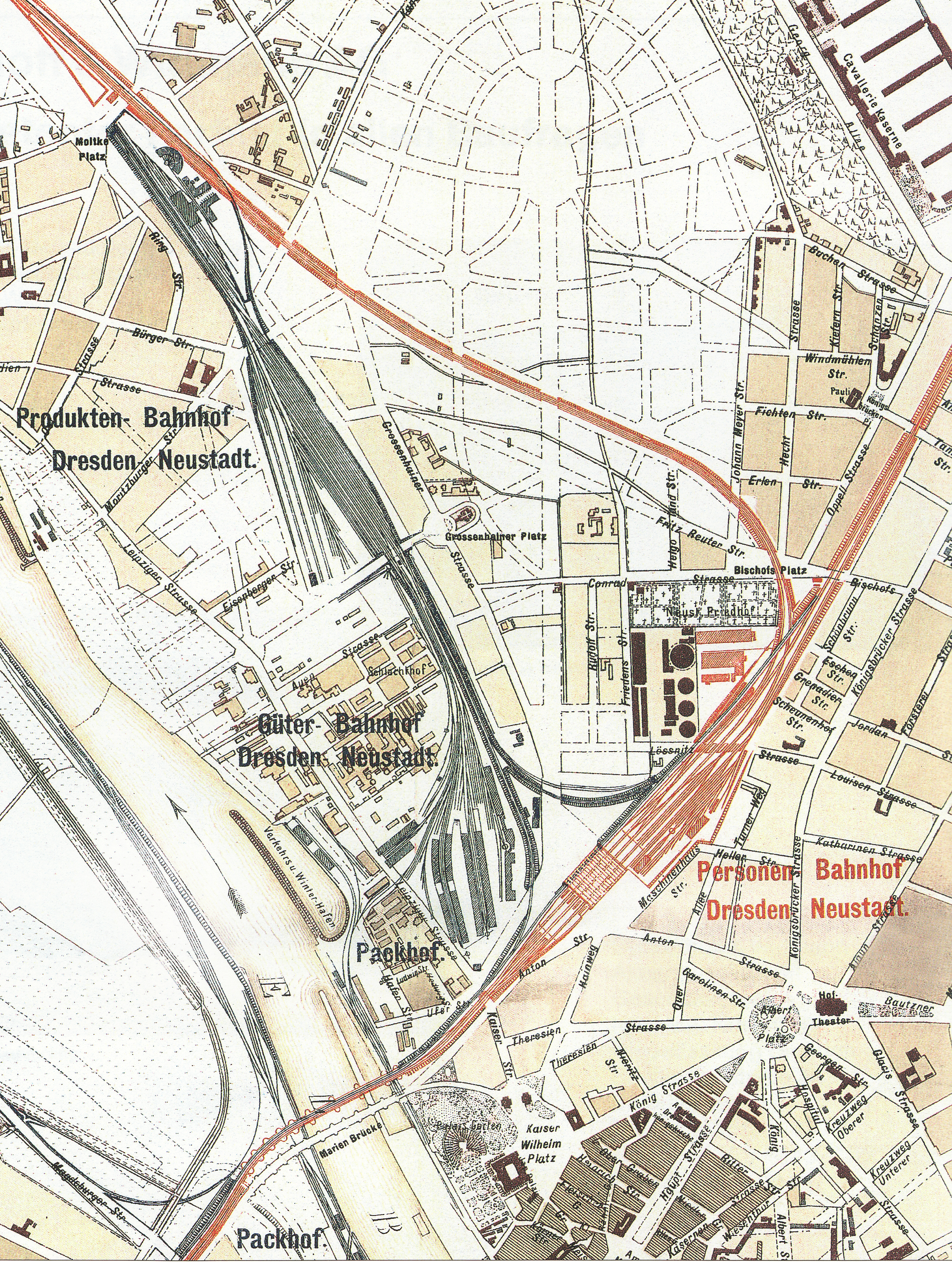
Entwurfsplanung aus dem Jahr 1895

Die ursprünglichen Eisenbahnanlagen in Dresden folgten keinem Gesamtkonzept. Vielmehr hatte jede Privatbahn ihren eigenen Bahnhof als Endpunkt ihrer Fernstrecke gebaut, sodass es ab 1875 vier verschiedene und zudem unzureichend verknüpfte Fernbahnhöfe in Dresden gab. Außerdem stellten viele niveaugleiche Kreuzungen zwischen Eisenbahn und Straße ein wesentliches Verkehrsproblem dar. Als sich Ende der 1880er Jahre alle Dresden tangierenden Eisenbahnanlagen in Staatshand befanden, wurde eine grundlegende Umgestaltung des Eisenbahnknotens Dresden unter Federführung von Baurat Otto Klette entschieden.
Diese Umgestaltung schloss die Zusammenlegung des Leipziger und des Schlesischen Bahnhofs ein. Über deren Hintergründe berichtet der Civilingenieur 1895:
Zunächst bildete die zweifache Anlage der Bahnhöfe in Neustadt (Leipziger und Schlesischer Bahnhof), zwischen denen ein direkter Uebergang von Personenwagen nur in beschränkter Weise stattfinden kann, für den Durchgangsverkehr der Linie Leipzig–Dresden–Görlitz eine große Erschwerniss; die Durchgangsreisenden sind dort zumeist gezwungen, den Weg von einem Bahnhofe zu dem anderen über öffentliche Strassen hinweg zu Fusse zurückzulegen, was selbstverständlich und namentlich in den Nachtstunden als lästig empfunden wird. Die ersten Entwürfe, welche für den Umbau der Bahnhöfe Dresdens aufgestellt wurden, behandelten daher die Zusammenlegung der beiden Neustädter Bahnhöfe.
Der bisherige Schlesische Bahnhof wurde als Standort für den neuen Neustädter Bahnhof ausgewählt. Dies machte eine veränderte Führung der letzten Kilometer der Bahnstrecke Leipzig–Dresden notwendig, die ab dem heutigen Abzweig Dresden-Pieschen neu trassiert wurde.

### Bau und Eröffnung

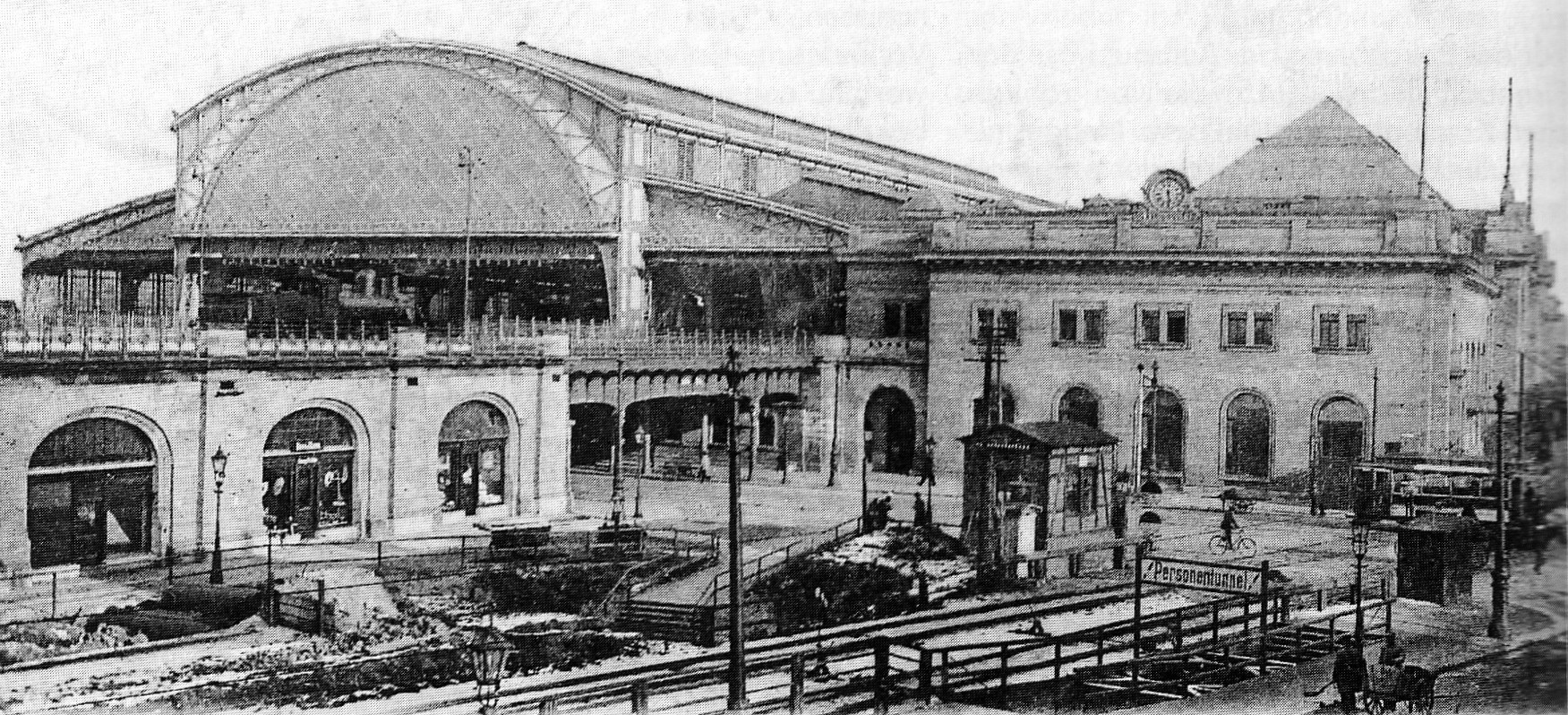
Während der Interimsbahnhof (im Vordergrund) den Bahnbetrieb abwickelte, entstanden Hochgleisanlagen, Bahnhofshalle und Empfangsgebäude des neuen Bahnhofs

Die Bauarbeiten begannen im Frühjahr 1898. Zuvor ging am 1. Mai 1898 ein Interimsbahnhof auf dem Vorplatz in Betrieb, der den Verkehr in Richtung Görlitz während der Bauzeit aufnahm. Obschon nur für einen begrenzten Zeitraum gedacht, war er mit einem Fußgänger- und Gepäcktunnel ausgestattet.
Am 1. März 1901 um 5:00 Uhr morgens wurde der Personenbahnhof Dresden-Neustadt eröffnet. Ein Eilgüterzug aus Görlitz durchquerte ihn als erster Zug und fuhr zudem als erster Zug über die neue, als reine Eisenbahnbrücke gebaute zweite Marienbrücke. Mit dem Personenzug 642 aus Bautzen begann um 5:29 Uhr der Personenverkehr.
Neben dem Verkehr aus Leipzig und Görlitz nahm der Bahnhof den Fernverkehr aus Berlin auf, welcher seitdem auf den letzten Kilometern die Bahnstrecke Leipzig–Dresden benutzte, und ermöglichte durch seine Konzeption die direkte Durchbindung dieser Züge zum kurz zuvor neu errichteten Dresdner Hauptbahnhof. Die Baukosten betrugen 4,1 Millionen Mark.
Nach dem zur Eröffnung bestehenden Fahrplan verkehrten 162 Züge täglich ab Dresden-Neustadt. Davon fuhren
- 77 Züge in Richtung Dresden-Hauptbahnhof,
- 33 Züge in Richtung Arnsdorf–Bautzen–Görlitz,
- 28 Züge in Richtung Meißen–Döbeln–Leipzig,
- 14 Züge in Richtung Riesa–Leipzig und
- 10 Züge in Richtung Berlin.[6]

### Bis zum Ende des Zweiten Weltkriegs
Nur ein Luxuszug verkehrte je planmäßig über Dresden-Neustadt. Von 1916 bis 1918 legte der über Dresden verkehrende Flügelzug des Balkanzugs Berlin–Konstantinopel einen Verkehrshalt ein.

Am 22. September 1918 ereignete sich ein schweres Zugunglück vor der Einfahrt in den Bahnhof Dresden-Neustadt. Dabei verloren 18 Menschen ihr Leben. 
Nach der Abdankung des sächsischen Königs 1918 entfiel die ursprüngliche Bestimmung der Fürstengemächer, die von 1923 bis 1945 als Eisenbahnmuseum genutzt wurden. Erhaltene Exponate dieser Sammlung befinden sich heute im Verkehrsmuseum Dresden.
Von 1936 bis 1939 verkehrte der Henschel-Wegmann-Zug von Dresden Hauptbahnhof bis zum Anhalter Bahnhof in Berlin, der die Strecke in etwa 100 Minuten bewältigte. Dazwischen legte der Zug nur in Dresden-Neustadt einen Halt ein, was die Bedeutung dieses Bahnhofs im Personenfernverkehr unterstreicht. Auch Schnelltriebwagen der Bauart Leipzig verkehrten auf der Relation Dresden–Hamburg ab 15. Mai 1939 kurzzeitig über Dresden-Neustadt.
Während des Zweiten Weltkriegs musste neben dem Zivilverkehr ein umfangreicher Militärverkehr abgewickelt werden. Im Oktober 1944 passierten durchschnittlich 28 Militärzüge täglich den Bahnhof, die etwa 19.600 Wehrmachtsangehörige beförderten. Von der Nationalsozialistischen Volkswohlfahrt wurde eine Betreuungsstelle eingerichtet. Gegen Kriegsende wurde der Gepäcktunnel als Luftschutzraum für 1.425 Zivilisten und 735 Wehrmachtsangehörige eingerichtet, unterteilt mittels provisorischer Splitterschutzwände und ausgestattet mit Sanitätsbereichen in Holzverschlägen. Beim letzten schweren Bombenangriff auf Dresden am 17. April 1945, der besonders den nach dem 13. Februar noch intakt gebliebenen Verkehrseinrichtungen galt, erlitt der Bahnhof insbesondere im Bereich der nordöstlichen Ausfahrt schwere Zerstörungen.

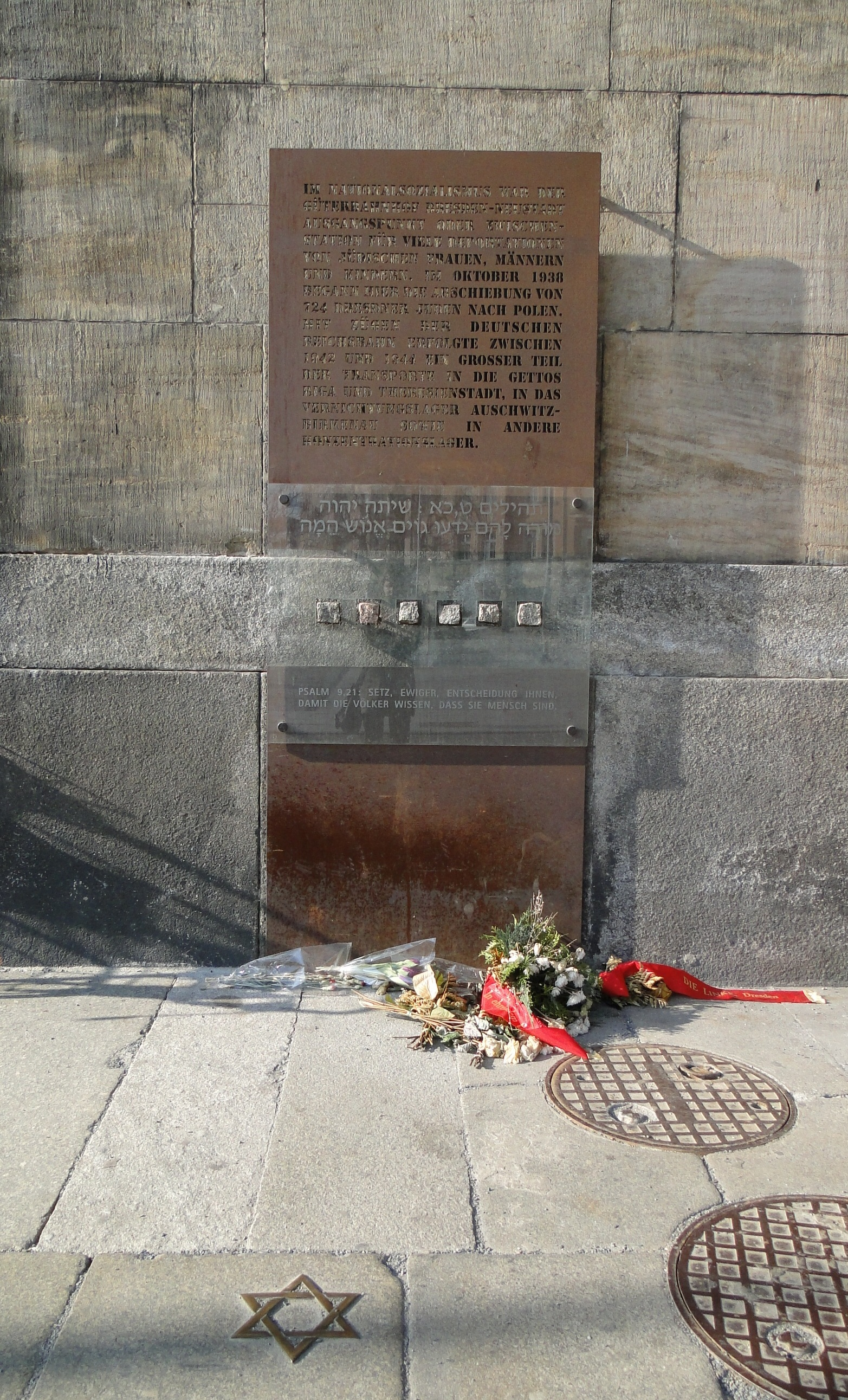
Die Gedenktafel am rechten Eingang erinnert an die Deportation von Juden

Der benachbarte Güterbahnhof Dresden-Neustadt war während des Zweiten Weltkriegs Ausgangspunkt zweier Deportationszüge. Am 21. Januar 1942 verließ ein Zug mit ungeheizten Güterwagen und 224 Juden aus dem Regierungsbezirk Dresden-Bautzen den Bahnhof und erreichte vier Tage später das Ghetto Riga. Ein gutes Jahr später am 3. März 1943 wurden 293 Juden aus Dresden in einem weiteren Transport in das KZ Auschwitz-Birkenau deportiert. Eine Gedenktafel am rechten Eingang des Personenbahnhofs Dresden-Neustadt erinnert an diese Funktion des Neustädter Güterbahnhofs.

### Wiederaufbau und Betrieb in der DDR

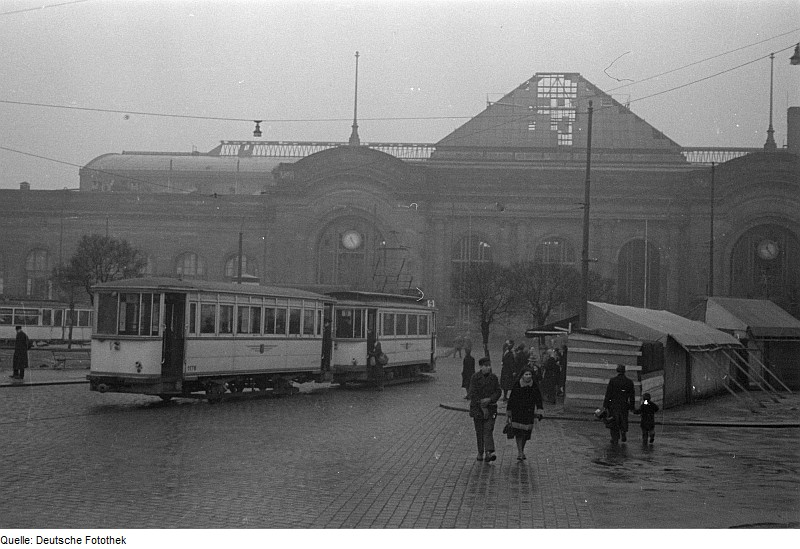
Der Bahnhof vom Schlesischen Platz gesehen 1947

Schon bald nach dem Krieg wurde mit dem Wiederaufbau begonnen. Wesentlich hinderlicher als die Kriegszerstörungen erwiesen sich dabei die Reparationsleistungen an die Sowjetunion. So wurde zwischen Dresden-Neustadt und Coswig die ehemals viergleisige Verbindung auf ein Streckengleis zurückgebaut und eines der drei Gleise nach Klotzsche entfernt. Dies führte zu erheblichen Einschränkungen im Betriebsablauf und erforderte die gebündelte Abfertigung von Zügen in einer Richtung. Erst mit der Inbetriebnahme des zweiten Gleises zwischen Dresden-Neustadt und Radebeul Ost im September 1964 entspannte sich dort die Situation. In Richtung Hauptbahnhof konnten im Oktober 1956 alle vier Gleise über die Marienbrücke wieder in Betrieb genommen werden. Im nordöstlichen Gleisvorfeld fehlen jedoch bis heute wichtige Gleisverbindungen sowie Über- und Unterführungen, sodass der Bahnhof seine ursprüngliche Kapazität bislang nicht wieder erreicht hat. Der derzeit laufende Ausbau im Rahmen des Verkehrsprojekts Deutsche Einheit Nr. 9 soll diese Engpässe beseitigen und den Verkehr beschleunigen. Nach dem Ausbau des Vorfelds werden Nah- und Fernverkehr wieder getrennt sein.
Aufgrund der Nähe zu den Militäranlagen in der Albertstadt diente der Neustädter Bahnhof nach dem Zweiten Weltkrieg dem sowjetischen Militärreiseverkehr. Militärangehörige wurden an eigens eingerichteten Fahrkartenschaltern mit kyrillischer Aufschrift bedient und konnten eine spezielle Einkaufsgelegenheit, auch Russenmagazin genannt, nutzen.

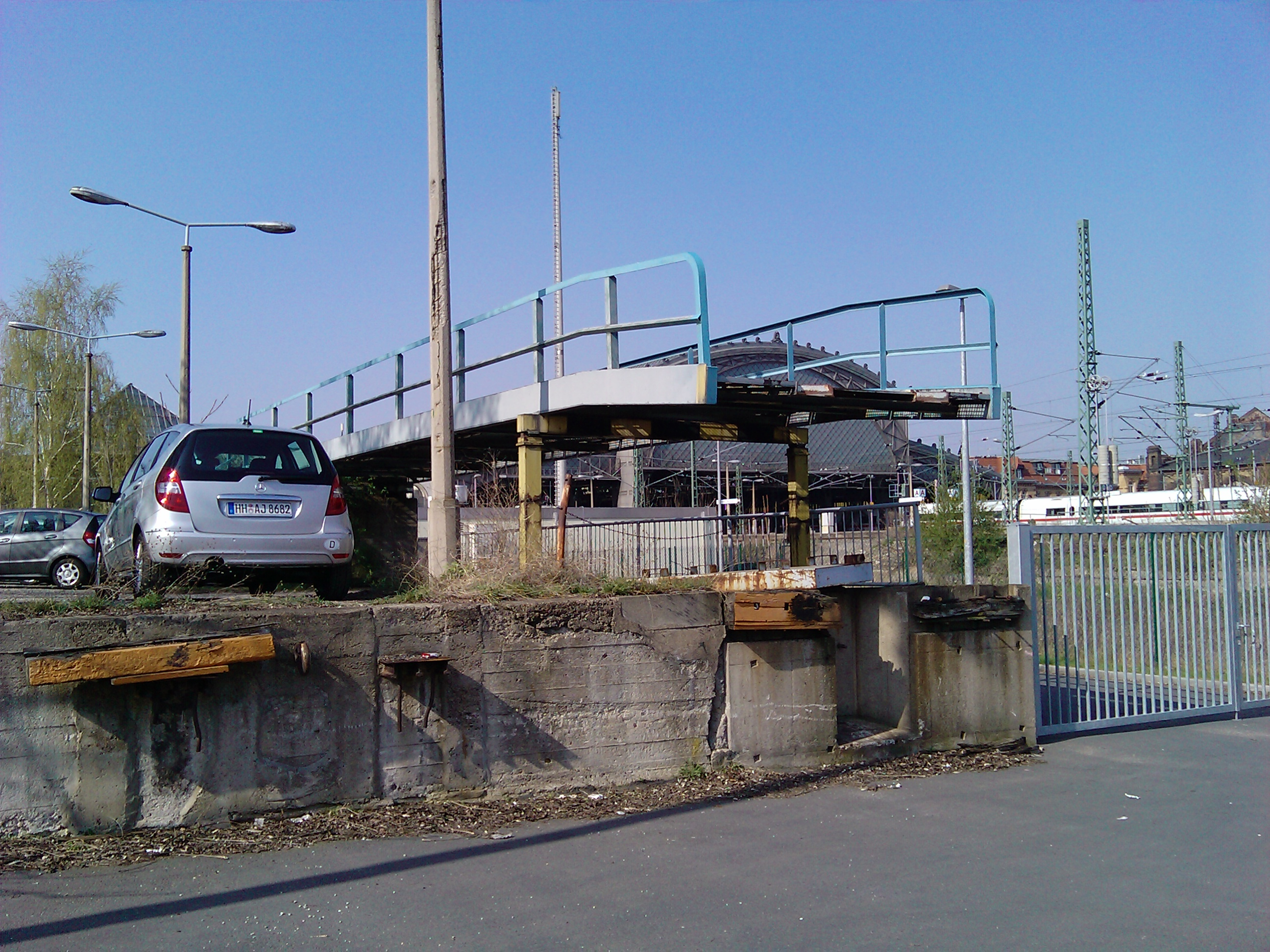
Die ehemalige Autoverladerampe am Bahnhof Dresden-Neustadt (2010)

Am 28. September 1969 begann der elektrische Bahnbetrieb. Im Januar 1971 folgte der elektrische Wendezugbetrieb zwischen Meißen-Triebischtal und Dresden Hauptbahnhof über Dresden-Neustadt, der 1973 in der Dresdner S-Bahn aufging. Ebenfalls 1973 begann der Autoreisezugverkehr mit dem Bahnhof Dresden-Neustadt als einziger Verladestation in der DDR. Ab Mai 1972 verkehrte der Autoreisezug Touristen-Express nach Warna und ab Mai 1973 der Saxonia-Express nach Budapest. Nach der Wende wurde der Autoreisezugverkehr ab Dresden-Neustadt 1991 eingestellt. Heute nutzt eine Autovermietung die Anlagen um die ehemalige Autoverladerampe, die östlich des Empfangsgebäudes neben den Abstellanlagen liegt.
Ab Mai 1977 hielt der Städteexpress Elbflorenz nach Berlin-Lichtenberg; im Juni 1985 kam in umgekehrter Richtung der Berlin-Express hinzu.
Vom 3. Juni 1984 bis 29. Mai 1989 wurde mit dem Ex Fichtelberg auch Karl-Marx-Stadt Hbf–Berlin angeboten.
Somit behielt der Bahnhof auch im Fernverkehr seine Bedeutung. Mit wenigen Ausnahmen bedienten diese Züge sowohl den Hauptbahnhof als auch Dresden-Neustadt. Zur Vermeidung des zeitaufwändigen Fahrtrichtungswechsels im Hauptbahnhof wurden einige Züge nur über den Neustädter Bahnhof geführt. Dies traf zum Beispiel auf den vorgenannten Städteexpress Fichtelberg von Karl-Marx-Stadt nach Berlin zu.
Am 24. September 1977 verließ der letzte mit einer Dampflokomotive geführte Schnellzug D 1076, gezogen von der 01 2204, den Bahnhof Dresden-Neustadt in Richtung Berlin. Im Personennah- und im Güterverkehr waren Dampflokomotiven der Baureihe 52 dagegen bis 1987 zu sehen.
Das Empfangsgebäude wurde 1971 umfangreich saniert. Die beiden Bahnhofstunnel und die abgehenden Bahnsteigzugänge erhielten dabei eine Wandverkleidung mit Kacheln und Mosaik. Mit damals moderner Innenausstattung eröffnete der ehemalige Mitropa-Keller neu als Bahnhofsrestaurant Saxonia-Keller.

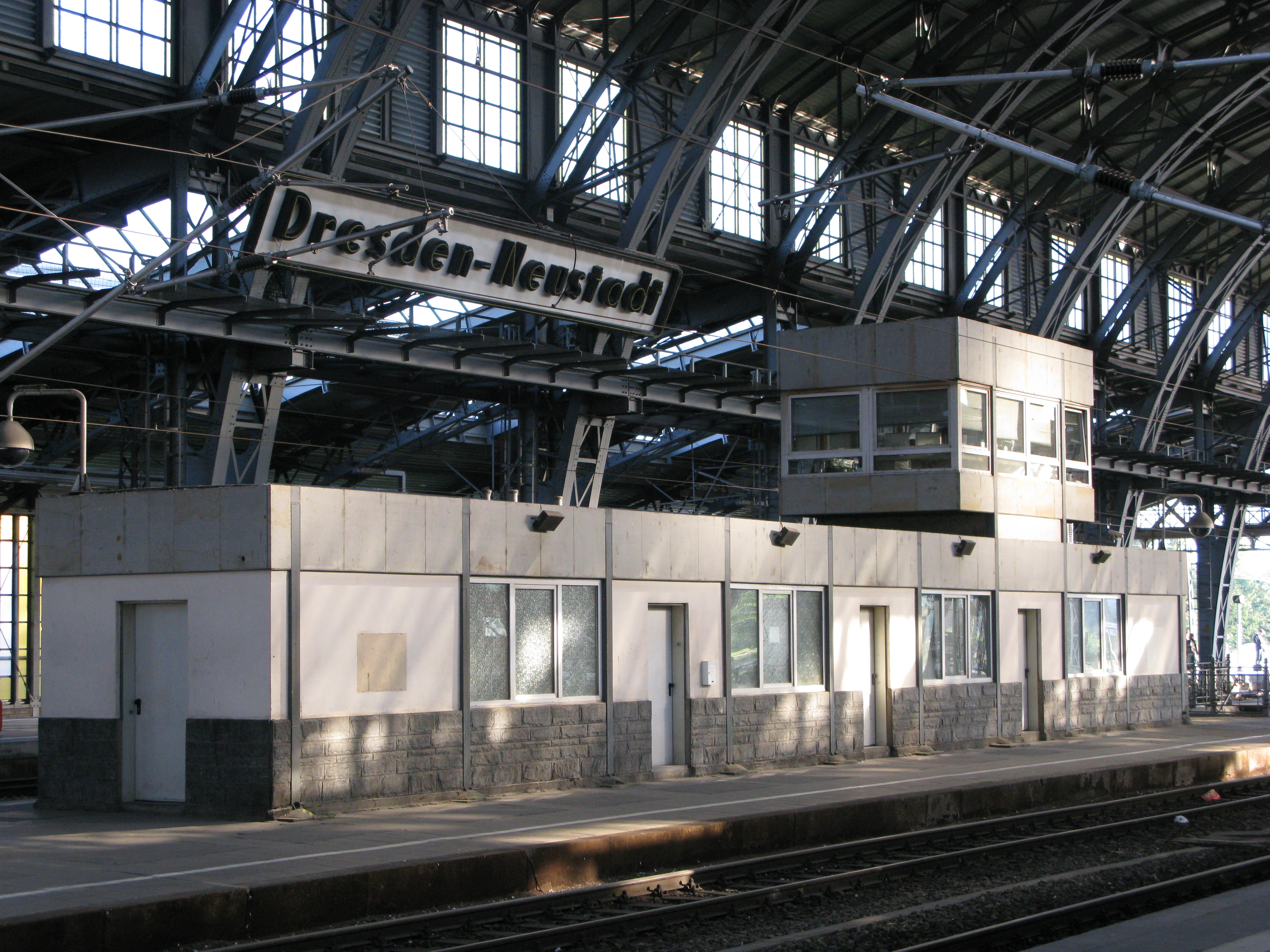
Im Jahr 1980 errichtetes Aufsichtsgebäude

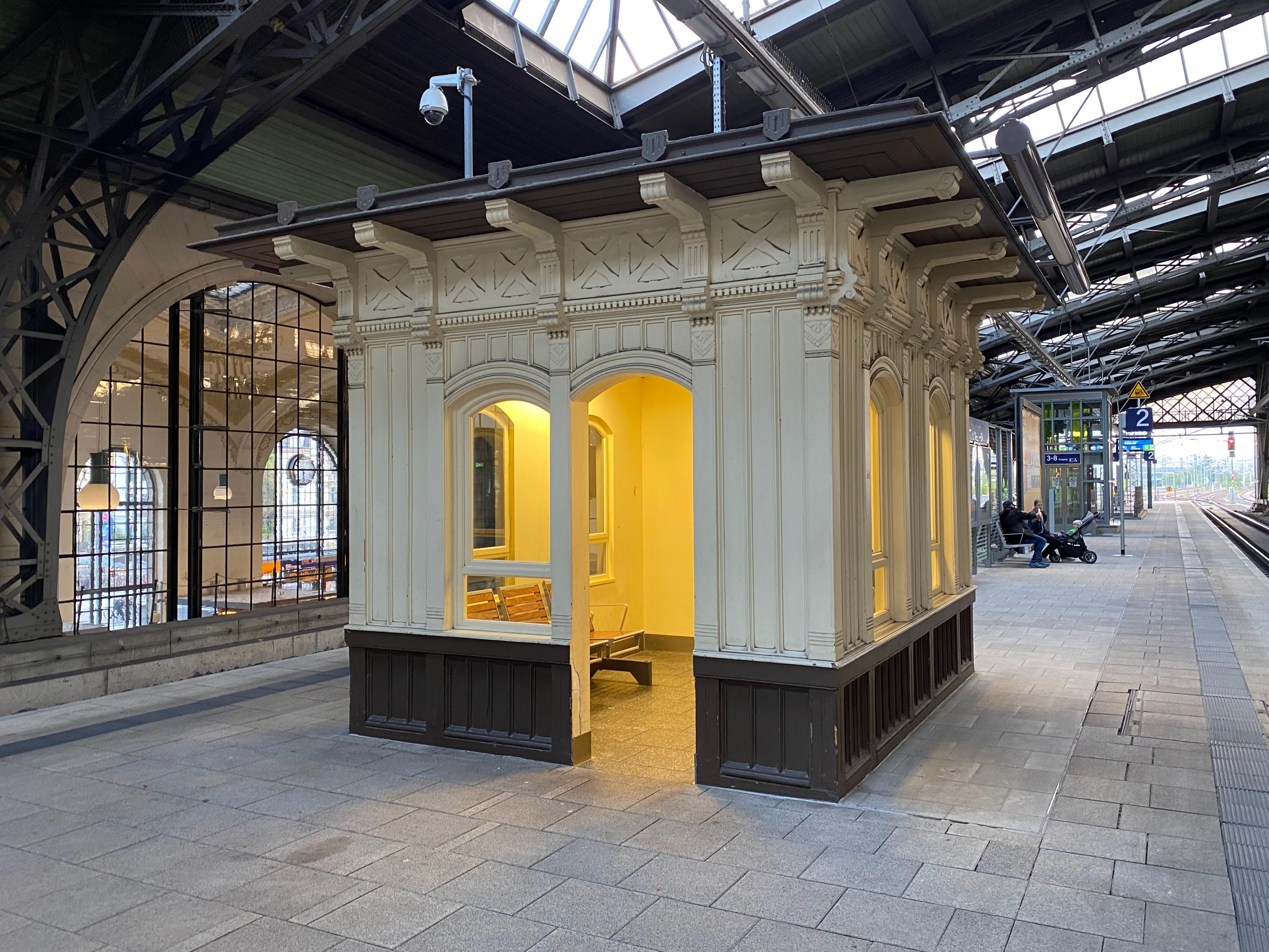
Historischer Wartepavillon

Die Bahnsteiganlagen erfuhren in den 1980er-Jahren kleinere Änderungen. Zwischen den Gleisen 5 und 6 wurde am 1. Juni 1980 ein Aufsichtsgebäude in Betrieb genommen, das nach rein funktionalen Gesichtspunkten gestaltet ist und nicht der Architektur der Hallenkonstruktion oder der vorhandenen alten Dienstgebäude entspricht. Für den Staatsbesuch von Kim Il-sung im Juli 1984 wurde eine seit 19 Jahren geplante Bahnsteigverlängerung realisiert. Der Bahnsteig zwischen den Gleisen 7 und 8 wurde um zwei Wagenlängen in Richtung Norden verlängert, damit die Delegation nicht über den Schotter laufen musste. Zum 150-jährigen Jubiläum der Eröffnung der ersten deutschen Ferneisenbahn zwischen Leipzig und Dresden im Jahr 1989 wurde die Empfangshalle renoviert.
Kurz vor der Wende verkehrten 450 Züge je Tag über den Bahnhof, der 50.000 Reisende täglich zählte. Damit lag er unter den Personenbahnhöfen der Deutschen Reichsbahn an 7. Stelle nach Anzahl der Züge und an 10. Stelle nach Anzahl der Reisenden.

### Sanierung und Betrieb in der Nachwendezeit

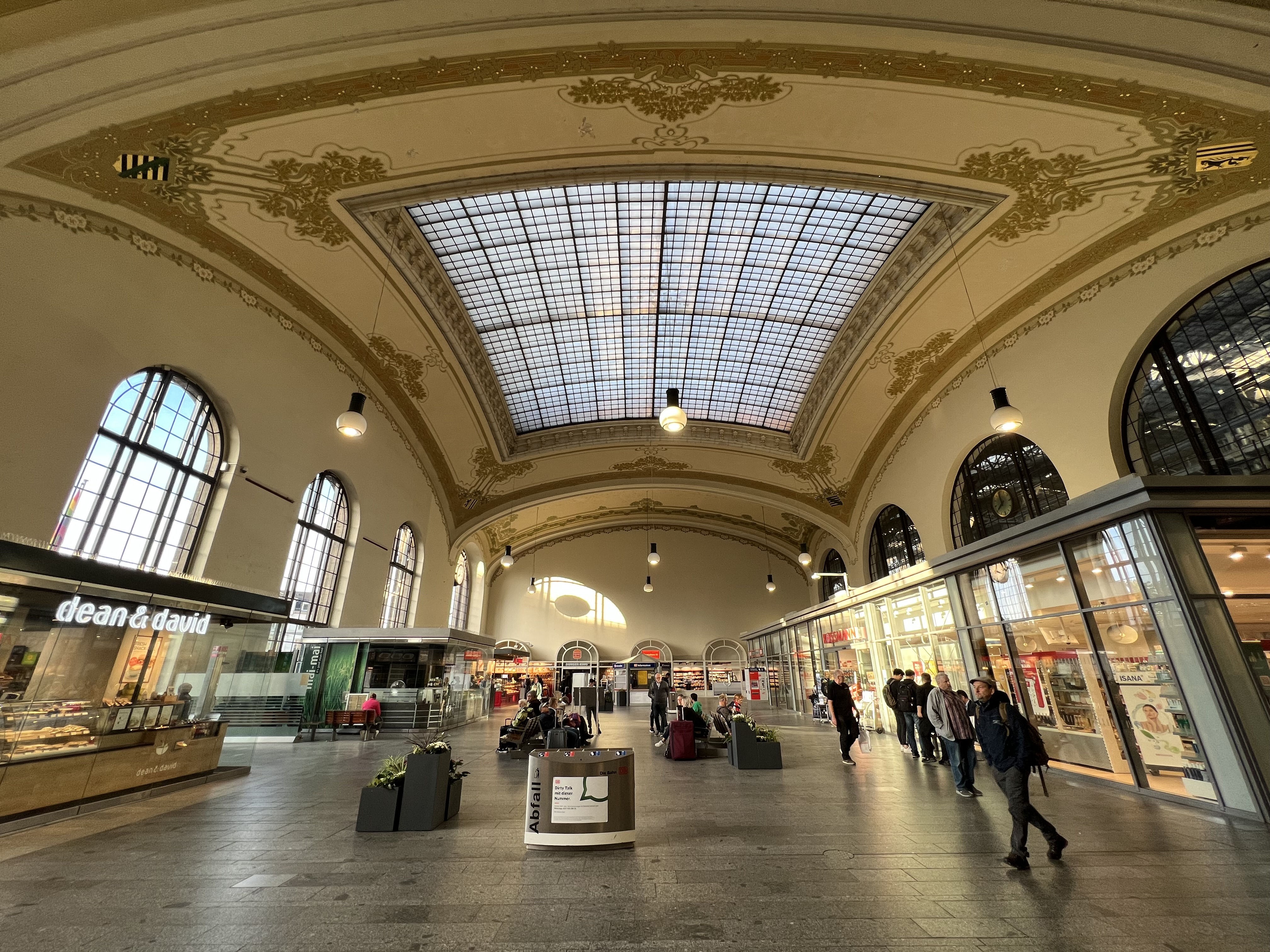
Empfangshalle des Bahnhofs

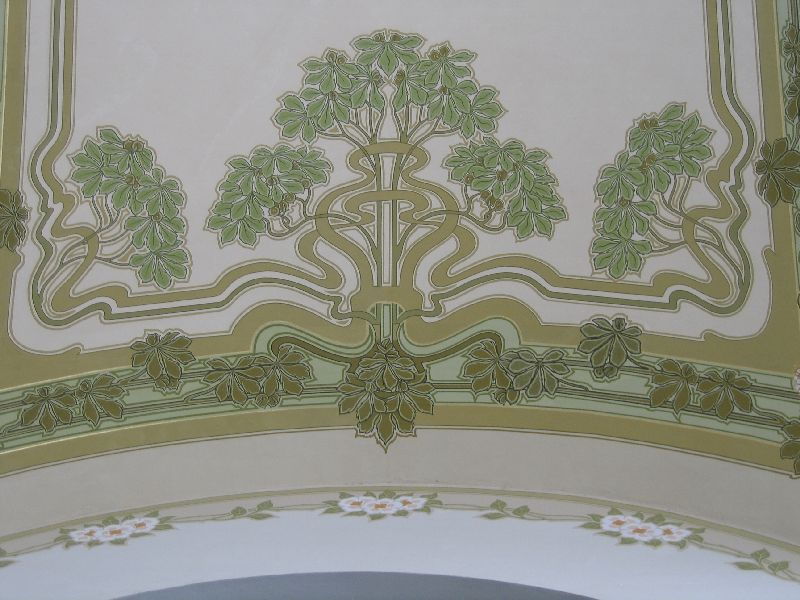
Detail der Jugendstil-Deckenmalerei in der Empfangshalle

Zum 100-jährigen Bestehen im Jahr 2001 wurden die Empfangs- und Bahnsteighalle umfassend saniert. Letztere erhielt eine neue Verglasung und ein lindgrünes Holzdach. Auch die Schmuckelemente im Giebelbereich erfuhren eine Restauration.
Die Empfangshalle erhielt ein modernes lichtdurchlässiges Dach und die 1997 unter Putzschichten entdeckte Jugendstil-Ausmalung in Ocker- und Grüntönen wurde rekonstruiert. Außerdem ziert seitdem das nach dem Fürstenzug zweitgrößte je in Meißen hergestellte Porzellanbild eine Innenwand des Empfangsgebäudes. Die Porzellanmanufaktur Meißen erstellte das 90 Quadratmeter große Wandbild aus 900 Fliesen nach Entwürfen der Maler Horst Brettschneider und Heinz Werner. Es zeigt in 22 Impressionen Sachsens schönste Schlösser, Burgen und Gärten.
Im Sommer 1991 hielten erstmals in Dresden-Neustadt Intercity-Züge, als die neuen Bundesländer in das Intercity-Netz einbezogen wurden. Ab 1994 fuhren erstmals ICE nach Dresden, allerdings hielten diese erst ab September 1998 im Bahnhof Dresden-Neustadt, nachdem vier Bahnsteige provisorisch auf 55 Zentimeter über Schienenoberkante erhöht wurden. Interregio-Züge verkehrten von 1991 bis 2004 über Dresden-Neustadt, zuletzt verbanden sie Dresden mit Breslau und Warschau, die danach nicht mehr ohne Umsteigen erreichbar waren. Erst seit 2009 besteht wieder eine direkte Verbindung nach Breslau durch drei Regionalexpress-Zugpaare über Görlitz. Eine InterConnex-Verbindung nach Berlin (–Stralsund) bestand von 2002 bis 2006. Aufgrund von Baustellen verkehrten die Eurocity-Züge der Relation Berlin–Dresden–Prag seit dem Fahrplanwechsel am 13. Dezember 2009 bis Ende 2013 nicht mehr über Dresden-Neustadt.
Der Bahnhof zählt zu den drei ersten in Deutschland, auf denen ab Dezember 2019 neu eingesprochene Ansagen eingeführt werden sollten.

### Weiterer Ausbau

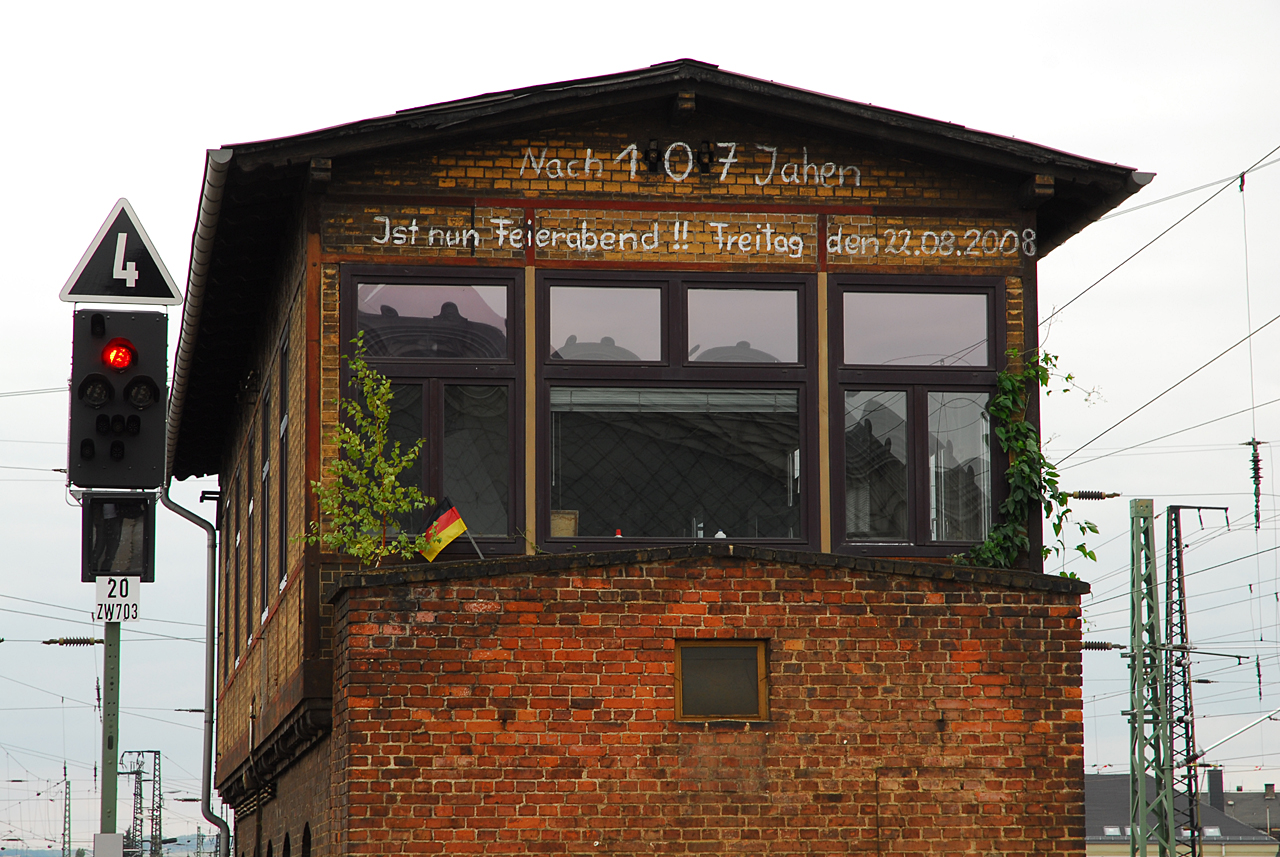
Aufschrift an einem Stellwerks-Turm, nachdem die mechanischen Stellwerke nach 107 Betriebsjahren durch ein elektronisches Stellwerk ersetzt wurden.

Mitte 2006 begannen umfassende Umbaumaßnahmen mit Umgestaltung der Bahnhofsköpfe einschließlich einer Änderung des Spurplans sowie Erneuerung etlicher Brücken und zweier Kreuzungsbauwerke. Dabei wurde unter anderem der Anschluss an die Dresden-Leipziger Bahn aufgeweitet, die zwischen 2009 und 2016 bis Radebeul wieder viergleisig ausgebaut wurde (zwei Fern- und Regional- sowie zwei S-Bahn-Gleise). Der Ausbau des elbseitigen Bahnhofskopfs wurde im Oktober 2010 abgeschlossen.
Der Umbau des mittleren und östlichen Bahnhofsteils erfolgte zwischen Frühjahr 2010 und Herbst 2014. Dabei wurden die Bahnsteiggleise sowie Bahnsteige erneuert und die Bahnsteige über sanierte Tunnel barrierefrei erschlossen. Für die S-Bahn wurden die Bahnsteige 1 und 2 saniert.
Im August 2008 ersetzte ein neues, aus der Betriebszentrale Leipzig bedientes elektronisches Stellwerk sieben ortsbediente Stellwerke, die zum Teil noch mechanisch bedient wurden. Es steuert den Zugverkehr zwischen Weinböhla und Dresden-Neustadt. Ersetzt wurden fünf mechanische Stellwerke der Bauform Jüdel sowie zwei Befehlsstellwerke der Bauform S&H. Eine selbsttätige Gleisfreimeldung war nicht vorhanden. Zwei Fahrdienstleiter regelten den Betrieb mithilfe des Sächsischen Befehlsblocks. Eine Erweiterung und Anpassung dieser Anlagen im Zuge des Verkehrsprojekts Deutsche Einheit Nr. 9 war nicht möglich, da damit die Vorschriften nicht hätten eingehalten werden können. Damit wurden zahlreiche Arbeitsplätze für Fahrdienstleiter, Weichenwärter und Zugmelder überflüssig. Von den sieben Stellwerksgebäuden soll lediglich das Stellwerk 1 auf der Ostseite als Denkmal erhalten bleiben.
Ein Kreuzungsbauwerk der Strecke Görlitz–Dresden über die Strecke Leipzig–Dresden ging bereits 2007 in Betrieb. Da während der Bauzeit mehrere Bahnsteige und Gleise nicht zur Verfügung standen, wurden zwei provisorische Bahnsteige außerhalb der Halle errichtet. Mit dem Umbau wurde die Abstellanlage neben Gleis 1 zurückgebaut.
Der Betrieb auf zehn Haupt- und zwei Nebengleisen wurde nach Abschluss der Bauarbeiten vom bisherigen Richtungs- auf Linienbetrieb umgestellt. Vom (südlichen) Bahnsteig 1/2 wird der S-Bahn-Verkehr abgewickelt, während der Bahnsteig 3/4 dem Regionalverkehr zur Verfügung steht. Die beiden nördlichen Bahnsteige 5/6 und 7/8 werden gemeinsam von Fern- und Regionalverkehr genutzt. Nördlich schließen sich zwei Gleise für durchfahrende Züge an, erhalten blieb das Gleis einer Verbindungskurve von der Leipzig-Dresdner Bahn, das von Westen in das südliche Gleisvorfeld einfädelt. Fünf Brücken (zum Teil Ersatzneubauten für kunstvoll gestaltete Brücken aus der Erbauungszeit des Bahnhofes), 54 Weichen und zwei Kreuzungsbauwerke sowie 101 Meter Lärmschutzwand (am Bischofsplatz) wurden neu errichtet. Die Fahrgeschwindigkeit im Bahnhofsbereich wurde von 40 km/h bzw. 60 km/h auf durchgehend 80 km/h erhöht, außer bei abzweigend liegenden Weichen in einigen Fahrwegen. Fernverkehr und S-Bahn-Verkehr sollen durchgehend getrennt werden. Für S-Bahnen wurden zwei Wendegleise gebaut.
Die Investitionssumme für die Umgestaltung der Gleisanlage, die Erneuerung der Ingenieurbauwerke und den Ersatz der mechanischen Stellwerke durch das Elektronische Stellwerk liegt bei 95 Millionen Euro. Für den Umbau des mittleren Bahnhofsteils sind Gesamtkosten in Höhe von 33 Millionen Euro veranschlagt, davon 14,4 Millionen Euro für die S-Bahn-Vorhaben.
Bei Baubeginn, Mitte 2006, wurde mit einer Bauzeit von vier Jahren für den rund 2,5 km langen Bereich gerechnet. Die wesentlichen Bauarbeiten wurden Ende 2014 beendet. Die S-Bahn-Strecke mit dem neuen Haltepunkt Bischofsplatz ging im März 2016 in Betrieb.
In nordöstlichen Bereich des Bahnhofs sollen ein dreistöckiger Bedienstandort mit 19 Bedienplätzen sowie ein standardisierter Technikstandort entstehen.

## Verkehr
Der Bahnhof stellt für den gesamten Nordteil der Stadt sowie für die Oberlausitz und den unteren Teil des Elbtalkessels den Zugang zum ICE-Netz dar. Er ermöglicht ein verteiltes Um- und Aussteigen innerhalb der Stadt sowie des Ballungsraums und entlastet so spürbar den Hauptbahnhof. In der Bewertung der Deutschen Bahn steht er nach dem Dresdner und dem Leipziger Hauptbahnhof gemeinsam mit dem Chemnitzer Hauptbahnhof in der Preisklasse 2 (siehe auch Liste der Bahnhöfe und Haltepunkte in Sachsen).

### Fernverkehr
| Linie                    | Linienverlauf | Takt (min)                          |
| ------------------------ | --- | ----------------------------------- |
| IC 17                    | (Warnemünde –) Rostock – Waren (Müritz) – Neustrelitz – Oranienburg – Berlin – Elsterwerda – Dresden-Neustadt – Dresden Hbf (– Freiberg (Sachs) – Chemnitz) | 120 Zwei Zugpaare von/nach Chemnitz |
| EC 27                    | (Budapest-Keleti – Bratislava hl.st. – Brno hl.n. –) Praha hl.n. – Dresden Hbf – Dresden-Neustadt – Berlin Südkreuz – Berlin Hbf – Hamburg Hbf – Hamburg-Altona | 120                                 |
| ICE 50                   | Dresden Hbf – Dresden-Neustadt – Riesa – Leipzig Hbf – Erfurt Hbf – Gotha – Eisenach – Fulda – Frankfurt (Main) Hbf – Frankfurt (Main) Flughafen Fernbf – Mainz Hbf – Wiesbaden Hbf                                                                                      | 120                                 |
| IC 55                    | Dresden Hbf – Dresden-Neustadt – Riesa – Leipzig Hbf – Halle Hbf – Köthen – Magdeburg Hbf – Braunschweig Hbf – Hannover Hbf – Minden(Westf) – Herford – Bielefeld Hbf – Gütersloh Hbf – Hamm(Westf) – Dortmund Hbf – Hagen Hbf – Wuppertal Hbf – Solingen Hbf – Köln Hbf | 120                                 |
| Stand: 12. Dezember 2021 | |                                     |

Ankunft des ICE 1653 in Dresden Neustadt – von Frankfurt (Main) Flughafen

Nachdem im Fahrplanjahr 2013 der Bahnhof im Fernverkehr von und nach Leipzig nur zweistündlich angefahren wurde, besteht seit dem Fahrplanjahr 2014 wieder ein Stundentakt auf dieser Relation.
Zwischen Riesa und Dresden Hbf gilt in Fernzügen die Freifahrt für Schwerbehinderte, auch bei Nutzung einer Wochen- oder Monatskarte des VVO.

### Nachtverkehr
Über Dresden-Neustadt verkehrten bis Dezember 2016 die Nachtzüge CNL 456 (40458) Kopernikus Prag–Berlin–Köln und CNL 458 Prag–Leipzig–Erfurt–Zürich.

### Regional- und Nahverkehr
Stand: 12. Dezember 2021
| Linie | Linienverlauf | Takt (min)                                                           | EVU              |
| ----- | --- | -------------------------------------------------------------------- | ---------------- |
| RE 1  | Dresden Hbf – Dresden Mitte – Dresden-Neustadt – Dresden-Klotzsche – Bischofswerda – Bautzen – Löbau (Sachs) – Görlitz (- Zgorzelec) | 060                                                                  | Trilex           |
| RE 2  | Dresden Hbf – Dresden Mitte – Dresden-Neustadt – Dresden-Klotzsche – Bischofswerda – Ebersbach – Zittau (– Liberec)                  | 120                                                                  | Trilex           |
| RE 15 | Dresden Hbf – Dresden Mitte – Dresden-Neustadt – Coswig (b Dresden) – Ruhland – Hoyerswerda                                          | 120                                                                  | DB Regio Nordost |
| RE 18 | Dresden Hbf – Dresden Mitte – Dresden-Neustadt – Coswig (b Dresden) – Ruhland – Senftenberg – Cottbus                                | 060                                                                  | DB Regio Nordost |
| RE 50 | Dresden Hbf – Dresden Mitte – Dresden-Neustadt – Coswig (b Dresden) – Riesa – Leipzig Hbf                                            | 060                                                                  | DB Regio Südost  |
| RB 33 | Dresden-Neustadt – Dresden-Klotzsche – Königsbrück                                                                                   | 060                                                                  | DB Regio Südost  |
| RB 60 | Dresden Hbf – Dresden Mitte – Dresden-Neustadt – Dresden-Klotzsche – Bischofswerda – Bautzen – Löbau (Sachs) – Görlitz               | 060                                                                  | Trilex           |
| RB 61 | Dresden Hbf – Dresden Mitte – Dresden-Neustadt – Dresden-Klotzsche – Bischofswerda – Ebersbach – Zittau                              | 120                                                                  | Trilex           |
| S 1   | Meißen – Coswig (b Dresden) – Radebeul – Dresden-Neustadt – Dresden Mitte – Dresden Hbf – Heidenau – Pirna – Bad Schandau – Schöna   | 10/20 (Meißen-Triebischtal–Pirna Mo–Fr zur HVZ) 030 (60 nach Schöna) | DB Regio Südost  |
| S 2   | Dresden Flughafen – Dresden-Klotzsche – Dresden-Neustadt – Dresden Mitte – Dresden Hbf – Heidenau – Pirna                            | 030 (nach Pirna Mo-Sa)                                               | DB Regio Südost  |
| S 8   | Dresden Hbf – Dresden Mitte – Dresden-Neustadt – Dresden-Klotzsche – Kamenz (Sachs)                                                  | 060 (30 zur HVZ)                                                     | DB Regio Südost  |

### Verkehrsanbindung

#### Öffentlicher Verkehr
Die Dresdner Verkehrsbetriebe beziehungsweise ihre Vorgängerorganisationen bezogen den Bahnhof Dresden-Neustadt von Beginn an in ihr städtisches Straßenbahnnetz ein. Heute verkehren drei Straßenbahnlinien am Bahnhof und verbinden ihn mit dem nahen Umstiegsknotenpunkt am Albertplatz. Die erste Kraftomnibuslinie Dresdens verkehrte ab April 1914 von hier zur Nürnberger Straße und noch heute enden und beginnen hier Buslinien ins nördliche Dresdner Umland. Außerdem verkehren die Fernbuslinien zum Flughafen Leipzig/Halle sowie nach Berlin über den Bahnhof. Die Abfahrten der Fernbusse finden zumeist an der Haltestelle in der Hansastraße am Hinterausgang des Bahnhofes statt. Zusätzlich befindet sich dort eine Straßenbahnhaltestelle der Linie 3.
| Linie  | Linienverlauf                                                                    |
| ------ | -------------------------------------------------------------------------------- |
| 3      | Coschütz – Plauen – Hauptbahnhof – Albertplatz – Bahnhof Neustadt – Wilder Mann  |
| 6      | Niedersedlitz – Tolkewitz – Albertplatz – Bahnhof Neustadt – Löbtau – Wölfnitz   |
| 11     | Bühlau – Albertplatz – Bahnhof Neustadt – Postplatz – Hauptbahnhof – Zschertnitz |
| 81/478 | Bahnhof Neustadt – Hellerberge – Wilschdorf, Industriegebiet – (Radeburg)        |
| 477    | Bahnhof Neustadt – Wilder Mann – Boxdorf – Moritzburg – (Großenhain)             |

Stand: Februar 2022

#### Individualverkehr
Individuelle Anfahrten mit Haltemöglichkeit sind sowohl auf dem Schlesischen Platz als auch am Hintereingang zur Hansastraße hin vorgesehen. An beiden Seiten befindet sich außerdem eine begrenzte Anzahl an kostenpflichtigen Parkmöglichkeiten.

## Lokbahnhof Dresden-Neustadt

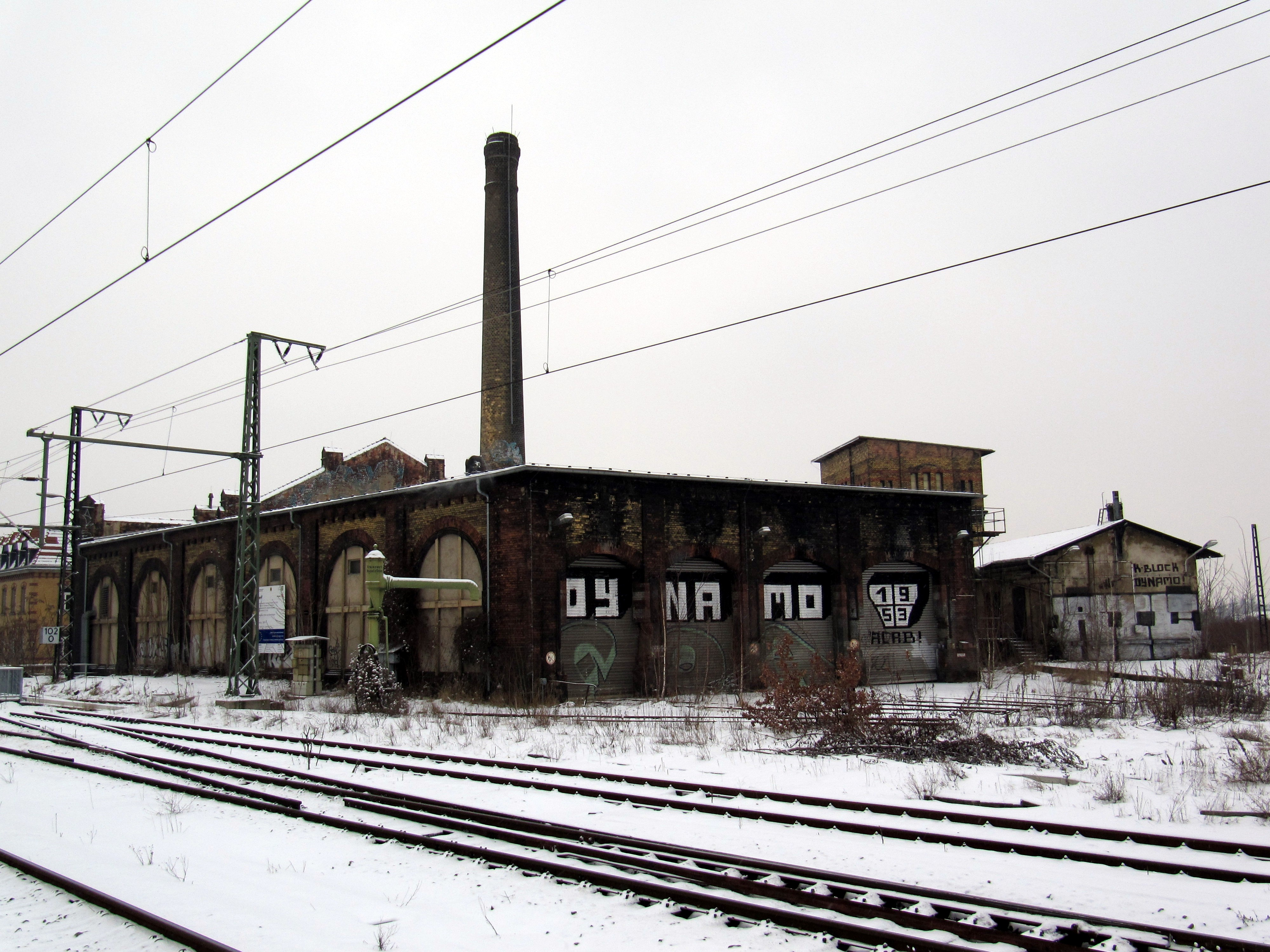
Anlagen des Lokbahnhofs Dresden-Neustadt im Februar 2010

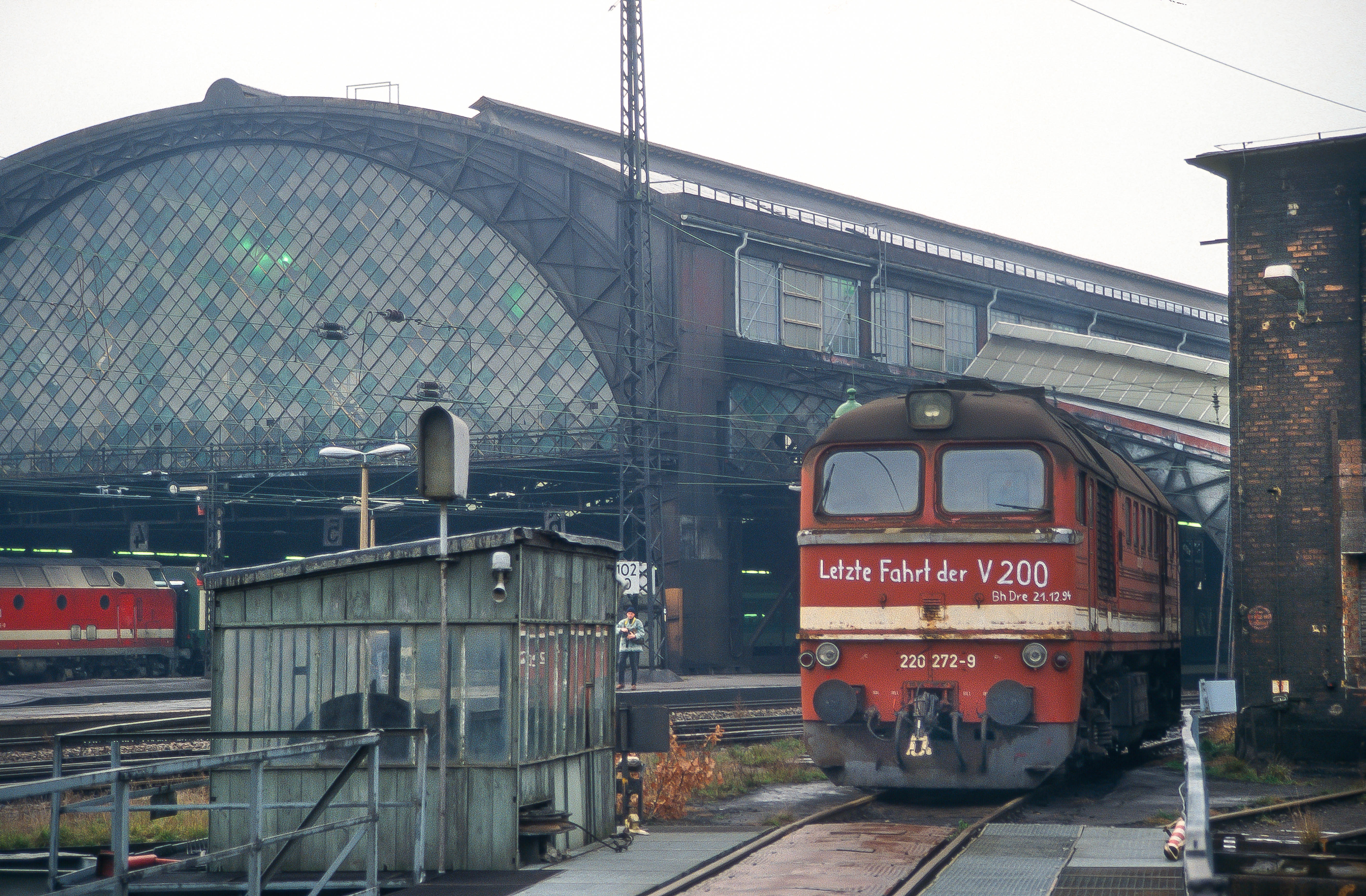
Letzter Einsatztag der BR 220 am 21. Dezember 1994

Die Anlagen des Lokbahnhofs Dresden-Neustadt schließen sich nordöstlich an den Personenbahnhof an. Während der Dampflokzeit beheimatete der Lokbahnhof bis 1967 Schiebelokomotiven für die Rampe nach Dresden-Klotzsche sowie einige Rangierlokomotiven. In den Jahren 1898 bis 1900 entstanden parallel zum Bau des Personenbahnhofs ein Lokschuppen mit vier Doppelständen, eine Drehscheibe, ein Wasserkran und ein Kohleschuppen. Neben den hier stationierten Lokomotiven nutzten Dampflokomotiven der Relation Görlitz–Leipzig den Lokbahnhof als Restaurierungs- beziehungsweise Wendebetriebswerk, wenn sie nicht bis zum Hauptbahnhof durchliefen.
Organisatorisch war der Lokbahnhof Dresden-Neustadt dem Bahnbetriebswerk Dresden-Friedrichstadt zugeordnet. Nach dem Zweiten Weltkrieg erlangte er kurzfristig größere Bedeutung, da die Kriegsschäden in Dresden-Neustadt vergleichsweise gering ausgefallen waren und die Marienbrücke über die Elbe zerstört worden war. Am 31. August 1945 zählte der Lokbahnhof 41 betriebsfähige Lokomotiven zu seinem Bestand und die Personalstärke betrug im Sommer 1945 618 Beschäftigte. Nach der Wiederinbetriebnahme der Marienbrücke normalisierte sich der Betrieb wieder. In den Nachkriegsjahrzehnten beheimatete der Lokbahnhof mit Kellerscher Kupplung ausgerüstete Schiebelokomotiven der Baureihe 58.0 sowie Rangierlokomotiven der Baureihe 89.2 und der Baureihe 94.21. Ab Mitte der 1960er-Jahre übernahmen Diesellokomotiven die Rangierdienste und die Schiebelokomotiven wurden vermehrt von Dresden-Friedrichstadt eingesetzt. Daher wurden die Dampflokbehandlungsanlagen zum 27. Mai 1967 aufgegeben und die Brückenmeisterei im Lokschuppen untergebracht. Am 21. Dezember 1994 endete der Einsatz der Baureihe 220 (ex DR-Baureihe V 200), die als Vorspannlokomotiven für die Güterzüge in Richtung Bischofswerda eingesetzt wurden. Seit 1979 stehen die Anlagen des Lokbahnhofs unter Denkmalschutz.